# Marvel Comics
Vous lisez un « article de qualité » labellisé en 2021.
Pour les articles homonymes, voir Marvel (homonymie).
Marvel Worldwide Inc., plus communément appelé Marvel Comics ou simplement Marvel, est une subdivision de Marvel Entertainment et l'une des principales maisons d'édition américaines de comics. Martin Goodman fonde la société en 1938 pour profiter de l'engouement naissant pour les comics. Le premier numéro de son premier comics, Marvel Comics, est un succès surprise qui permet à la société de durer. Lorsqu'en 1940, Captain America Comics est publié, il est aussi plébiscité par les lecteurs. La maison d'édition Timely qui publie Marvel se développe et est une entreprise très rentable durant les années 1940 et 1950 bien que Martin Goodman ait pour politique de seulement suivre les modes.
Mais en 1956, Goodman commet l'erreur de confier la distribution de ses comics à American News Company qui cesse ses activités six mois après. En catastrophe Goodman doit trouver un autre distributeur et traite avec Independent News Company, filiale de DC Comics, qui impose de distribuer un nombre très limité de séries. Marvel connaît alors des années difficiles.
En 1961, apprenant que le comics de la Ligue de justice d'Amérique, publié par DC Comics, est celui qui se vend le mieux, Martin Goodman demande à Stan Lee, seul scénariste restant chez Marvel, de créer une équipe de super-héros. Lee avec Jack Kirby imagine un groupe, les Quatre Fantastiques, qui non seulement combat des monstres, des savants fous ou des extra-terrestres, mais aussi doit se débattre dans des soucis plus quotidiens où les relations interpersonnelles sont complexes. Le lectorat suit et rapidement Lee crée de nouvelles séries avec la même formule et la même réussite. Marvel se développe à vive allure et peut produire plus de comics. Stan Lee organise tout un univers qui se veut cohérent et s'entoure de dessinateurs talentueux qui participent beaucoup à la construction des récits. De plus, il établit des relations importantes avec les lecteurs grâce au courrier et à la création de fan-clubs.
Les années 1970 et 1980 sont plus difficiles comme pour tous les éditeurs de comics. Les histoires tendent à être plus adultes et pour toucher de nouveaux lecteurs, Marvel tente de percer dans l'édition de magazines de bandes dessinées. Le milieu des années 1980 voit le retour en grâce des comics avec des numéros qui se vendent à plus d'un million d'exemplaires. Mais cet engouement est de courte durée et au début des années 1990 les ventes retombent. Marvel vit des années très difficiles. Mise en faillite, elle est l'objet de rachats par des entrepreneurs qui se battent pour sa possession. En 1998, Marvel est sauvé et connaît un renouveau sous la direction éditoriale de Joe Quesada. De nouvelles séries, de nouvelles collections et des premières adaptations cinématographiques qui attirent enfin les spectateurs assurent à Marvel de rester la première société d'édition de comics. Un nouveau tournant est pris en août 2009 quand The Walt Disney Company rachète Marvel. Fort de l'appui de la société mère Marvel devient un acteur majeur dans le cinéma avec la production d'un univers cinématographique cohérent copié sur celui des comics.
L'importance de Marvel dans le monde des comics ne tient pas seulement au nombre de séries publiées ou aux recettes, mais aussi à des qualités d'écriture et de dessins. Stan Lee a imposé un « style Marvel » qui fait des héros, non des êtres idéaux, mais des miroirs des lecteurs. Les personnages ont des peines de cœur, des failles et des difficultés proches de celles que peuvent connaître les personnes dans le monde réel. Cette attention à la réalité amène aussi les auteurs à traiter de sujets difficiles comme le racisme, le sexisme ou la toxicomanie.
La diffusion de films, de séries télévisées, de dessins animés a permis à Marvel d'être une société connue internationalement. Elle diffuse aussi ses séries dans d'autres pays. Au Royaume-Uni, elle crée une filiale pour distribuer ses comics puis créer de nouveaux personnages ; dans les pays francophones les séries sont publiées d'abord sous forme de magazines vendus chez les marchands de journaux et de plus en plus dans des albums reprenant plusieurs épisodes d'une série.

## Histoire

### Timely Comics

Logo de Timely Comics.

Le new-yorkais Martin Goodman, ancien distributeur, commence à partir de 1933 à publier des pulps de différents genres : Complete Western Books (1933) qui est consacré au western, Ka-Zar (1936) qui est un ersatz de Tarzan et Marvel Science Stories (août 1938) qui comprend des histoires d'horreur et de science-fiction. Toujours prêt à suivre les modes, il décide d'éditer ses propres comics afin de profiter du succès de Superman, et en 1939, il fonde Timely Publications, renommé Timely Comics en 1941, dans les locaux de sa société. Il en est le directeur éditorial et le gestionnaire, son frère Abraham Goodman en étant officiellement l'éditeur,.

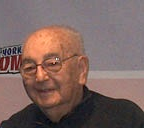
Joe Simon, directeur de Timely Comics.

Goodman ne possédant pas encore d'équipe de dessinateurs décide de faire appel à Funnies, Inc. pour lui fournir des bandes dessinées, et la première publication, Marvel Comics (qui devient Marvel Mystery Comics au deuxième numéro) voit le jour en octobre 1939. On y trouve parmi d'autres les aventures de Human Torch de Carl Burgos et celles de Namor réalisées par Bill Everett mais aussi les aventures de l'Ange, le héros de la jungle Ka-Zar et le personnage de Western The masked raider. 80 000 exemplaires sont imprimés, mais ceux-ci se vendent si bien qu'un nouveau tirage de 800 000 exemplaires est commandé. Alors que Goodman avait un moment envisagé de ne pas donner de suite à cet essai, il commande du matériel pour les numéros suivants et propose rapidement de nouvelles séries. Daring Mystery Comics (1940), Mystic Comics (mars 1940) et Human Torch Comics (automne 1940) suivent Marvel Mystery Comics. Timely devenant plus important, Goodman recrute plusieurs membres de sa famille pour gérer la société. Par ailleurs, il arrête de travailler avec Funnies et propose aux auteurs de lui vendre directement leurs planches en tant qu'indépendants. De plus, il engage comme rédacteur en chef Joe Simon qui amène avec lui Jack Kirby.
Après un début prometteur, les ventes des comics de Timely baissent continuellement et pour relancer l'intérêt Bill Everett et Carl Burgos, qui avaient déjà l'habitude de travailler ensemble, ont l'idée d'écrire une histoire dans laquelle le prince des mers et Human Torch s'affrontent. Publié dans les numéros 7 et 8 de Marvel Mystery Comics de l'été 1940, ce crossover est le premier de l'histoire des comics et met en place le premier univers partagé. 1940 est une excellente année pour Timely puisqu'en décembre 1940 est publié le premier fascicule de Captain America, héros patriotique créé par Simon et Kirby, qui se vend à plus d'un million d'exemplaires. Le nombre de comics édités par Timely augmente encore avec The Submariner (printemps 1941) et de nouveaux comics aux héros patriotiques : USA Comics (août 1941), All Winners Comics (été 1941), Young Allies Comics (été 1941) et Kid Comics (février 1943). Même si la plupart de ces titres sont publiés avant l'entrée en guerre des États-Unis contre les forces de l'Axe, l'ennemi est déjà bien marqué comme étant le nazi.
Kirby et Simon, quant à eux, réalisent dix numéros de Captain America avant de quitter la société. En effet Goodman avait signé un contrat leur offrant 15 % des revenus du comics à Simon et 10 % aux dessinateurs. Mais les écritures comptables ne font pas ressortir de bénéfices car Goodman paie tous les artistes avec les bénéfices de Captain America Comics et c'est seulement après cette déduction que le pourcentage est calculé, ce qui permet à Goodman de ne verser que peu de royalties. Simon et Kirby décident donc de quitter Timely pour DC Comics qui leur offre le double de ce qu'ils touchent, et Martin Goodman nomme Stan Lee, qu'il avait recruté en 1940 pour assister Joe Simon, rédacteur en chef par intérim alors qu'il n'a que 19 ans. Puis Vincent Fago prend la place de Stan Lee comme rédacteur en chef de 1942 à 1945 quand ce dernier rejoint l'armée.

### Des années 1950 difficiles

Logo d'Atlas jusqu'en 1957.

Après la guerre, Stan Lee retrouve son poste de rédacteur en chef. Même si les super-héros n'ont plus le vent en poupe, cela ne nuit pas à la bonne santé de la société. Goodman insiste pour que les Timely suivent toujours les modes du moment. Lee obéit sur ce point, mais dispose d'une plus grande liberté éditoriale. Pour faire travailler les auteurs, Lee commande de nombreuses histoires. Le problème est qu'il n'y a pas assez de comics pour que toutes soient publiées. Stan Lee les garde alors dans une réserve pour une éventuelle publication ultérieure. En 1949, Goodman découvre ce stock de pages payées, mais jamais éditées. Mécontent, il décide alors de renvoyer tous les créateurs. Stan Lee doit dorénavant acheter les épisodes à des auteurs indépendants pour une publication immédiate. Il choisit pour ce faire de traiter avec ceux qui travaillaient précédemment pour Timely. Les économies réalisées par ce changement permettent à Martin Goodman de fonder en 1951, une nouvelle société de distribution qu'il nomme Atlas News Company. Le logo d'Atlas est apposé sur les couvertures de tous les titres à partir de novembre, et le nom Timely Comics tombe en désuétude au profit d'Atlas, notamment dans l'esprit du grand public.
Cependant, après la guerre, les ventes de comics de super-héros déclinent. Timely/Atlas se diversifie et lance ainsi des magazines et comics humoristiques pour filles, créant notamment les personnages « ordinaires » de Patsy Walker et Millie the Model qui seront publiés pendant plus de vingt ans. Martin Goodman choisit aussi de publier essentiellement des bandes dessinées des genres alors à la mode : horreur, policier, humour, science-fiction, ou encore western. Les diverses tentatives de ressusciter les super-héros durant les années 1950 que ce soit Captain America, Human Torch ou Submariner se soldent par des échecs. De guerre lasse, Stan Lee édite son dernier comics de super-héros, un numéro de Submariner Comics, en octobre 1955. Les choix éditoriaux de Goodman et Lee se révèlent payants puisqu'Atlas est un éditeur important avec 5,8 millions de comics vendus en moyenne chaque mois. Malheureusement, Goodman commet l'erreur en 1956 de ne plus distribuer ses propres comics, mais de sous-traiter cette activité à la société American News Company qui est la plus importante entreprise de distribution du pays. Or, six mois après cette décision, American News met la clef sous la porte et Martin Goodman comme de nombreux autres éditeurs est obligé de chercher un nouveau distributeur. Il parvient alors à signer un accord avec Independent News Company, qui est une division de DC Comics, mais à des conditions très dures. En effet, alors qu'Atlas publiait 85 comic books au début de 1957, soit juste avant la chute d'American News, il est obligé par Independent News à ne conserver que huit titres mensuels. Goodman et son neveu Stan Lee décident de publier 16 bimensuels et limitent les genres publiés au western, à la romance et à la guerre essentiellement.
Ainsi à la fin des années 1950, les films de science-fiction étant à la mode, Goodman lance six titres offrant ce type d'histoires : Strange Worlds #1 ; World of Fantasy #15 ; Strange Tales #67 ; Journey into Mystery #50 ; Tales of Suspense #1 ; et Tales to Astonish #1. Ceux-ci n'ont que peu de succès et dès la fin 1959, la plupart d'entre eux (sauf Strange Worlds et World of Fantasy, dont la publication est arrêtée) sont consacrés aux monstres de série B. La plupart contiennent des histoires de Jack Kirby (souvent encrées par Dick Ayers), suivies d'histoires de jungle ou d'évasion de Don Heck, de bandes réalisées par Paul Reinman ou Joe Sinnott, et terminées par un récit court de Stan Lee et Steve Ditko.
Bien que les couvertures des publications Timely portent parfois la phrase « A Marvel magazine » sur leur couverture dès le douzième numéro de All Surprise Comics (Hiver 1946-7), et bien que celles-ci portent durant plusieurs mois en 1949-1950 un logo « Marvel Comic », les premiers comic books officiellement édités par « Marvel Comics » sont deux comics sortis le 6 avril 1961 (mais datés de juin 1961) : Journey into Mystery 69 et Patsy Walker 95 qui portent la boîte « MC » sur leur couverture.

### Âge d'argent des comics

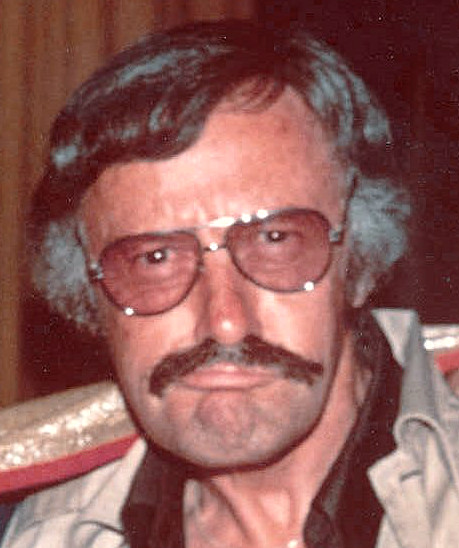
Stan Lee en 1973.

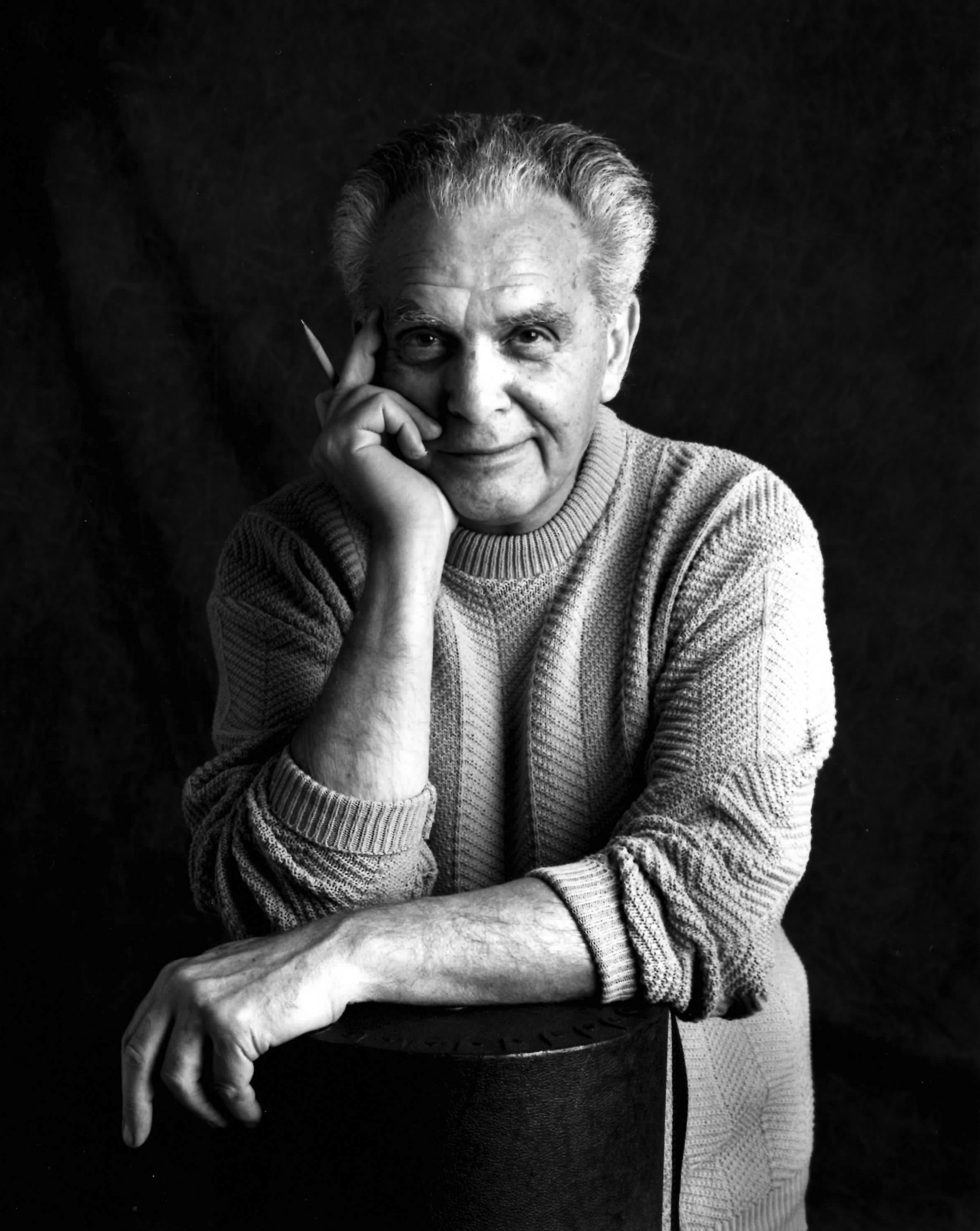
Jack Kirby en 1993.

Au début des années 1960, Martin Goodman, apprenant le succès auprès du public américain du comics la Ligue de justice d'Amérique, demande à Stan Lee de créer une équipe de super-héros pour profiter de cet engouement. Il suggère de reprendre des héros déjà connus et d'imiter ainsi DC. Stan Lee, qui était sur le point d'abandonner le monde des comics, préfère inventer de nouveaux personnages. Aussi avec Jack Kirby, Stan Lee imagine les aventures de cette nouvelle équipe, nommée les Fantastic Four, dont les aventures sont contées dans le comics homonyme à partir de août 1961,. L'originalité n'est pas seulement dans les personnages, elle tient aussi à un nouveau style d'écriture qui permet de mêler les aventures extraordinaires à une forme de réalisme dans la vie quotidienne. Le succès de cette formule pousse Lee à créer de nouveaux personnages qui, en plus de combattre des super-vilains doivent aussi affronter des soucis proches de ceux des lecteurs. Ainsi arrivent chez les marchands de journaux Hulk en mai 1962 (Lee et Kirby), Thor en août 1962 (Lee et Kirby), Spider-Man en août 1962 (Lee et Steve Ditko), Iron Man en mars 1963 (Lee et Don Heck), Les X-Men et Les Vengeurs tous deux en septembre 1963 (Lee et Kirby), Daredevil en avril 1964 (Lee et Bill Everett) pour ne citer que les principales séries. Tous sont des succès qui permettront à Marvel de devenir dans les années 1970 la première maison d'édition de comics devant DC Comics. Martin Goodman laisse alors une plus grande liberté éditoriale à Stan Lee, mais il vérifie tout de même les comics en préparation et garde le dernier mot pour autoriser ou non une série. Il refuse ainsi dans un premier temps Spider-Man arguant que les gens n'aiment pas les araignées, que le personnage est trop jeune et qu'il a trop de soucis. Stan Lee décide alors d'insérer l'histoire dans un comics qui devait être arrêté, Amazing Fantasy. Quand Goodman voit que les lecteurs ont apprécié cette histoire, il change son fusil d'épaule et demande à Lee d'écrire de nouvelles aventures pour le personnage.
Alors que les héros de l'univers DC comme Superman apparaissent à une époque émerveillée par la science (génétique, physique quantique) et se développent dans le contexte de la conquête spatiale, les héros de Marvel, tous ou presque victimes d'irradiations, sont intimement liés au contexte de la guerre froide qui éveille la crainte de la bombe atomique et du nucléaire. Le monde des comics Marvel apparaît moins merveilleux et la vie des personnages oscillant entre menace de supervilains et vie quotidienne difficile diffère de celle des personnages de DC. Stan Lee étant le seul scénariste de Marvel impose ce style à tous ses comics. Il crée aussi une méthode d'écriture qui lui permet de travailler sur de très nombreuses séries. Les grandes lignes du scénario sont posées avec le dessinateur ou lui sont proposées. Celui-ci dessine alors les planches du récit et Lee écrit ensuite les textes. Même si par la suite de nouveaux scénaristes viennent travailler chez Marvel, cette façon d'écrire un comics perdure et devient ce qui a été appelé la méthode Marvel. Si Lee est le scénariste, Kirby est le dessinateur le plus important lors de ce renouveau chez Marvel. Il crée de nombreux personnages et son style énergique sert de référence à la plupart des autres dessinateurs qui travaillent pour l'éditeur. Une exception notable est celle de Steve Ditko qui sur Spider-Man a un style plus anguleux et sur Docteur Strange choisit un style plus psychédélique.
Il faut cependant noter que chaque héros ne reçoit pas nécessairement son comic book. Toujours limité en nombre de comics à cause de l'accord commercial avec Independant News, Marvel réunit dans quelques comics les histoires de deux personnages. Ainsi Tales to Astonish accueille Submariner et Hulk, Tales of Suspense Captain America et Iron Man, et Strange Tales le Docteur Strange et la Torche humaine remplacée ensuite par Nick Fury, agent of S.H.I.E.L.D. Petit à petit Marvel gagne le droit d'avoir plus de comics diffusés par Independant News, car même si Marvel est un concurrent direct de DC, la hausse des ventes de comics Marvel augmente aussi les bénéfices du diffuseur. Lorsqu'en 1968 la National Periodical Publication, qui est la société mère de DC, se fait racheter par Kinney Services, Goodman demande à pouvoir diffuser plus de comics ; ce que les nouveaux propriétaires acceptent. Captain America, Hulk, Iron Man, Submariner, Docteur Strange et Nick Fury obtiennent alors leur propre série. En revanche, ce regain d'intérêt pour les super-héros se fait au détriment des autres genres. Ainsi des trois comics de western, deux sont supprimés.
Le succès de l'éditeur attire l'investisseur Martin S. Ackerman, PDG de Perfect Film & Chemical Corporation. Il rachète en 1968, Marvel Comics pour un peu moins de 15 millions de dollars. Goodman reste le directeur de Marvel et son fils Chip en devient directeur éditorial dans l'attente de succéder à son père,.

### Âge de bronze

#### Remises en question
En 1970, un évènement secoue les lecteurs des comics Marvel : Jack Kirby quitte la société pour DC Comics. Ce départ est l'un de ceux proposés pour dater le début de l'Âge de bronze des comics. Kirby, jugeant que son travail de cocréateur de l'univers Marvel n'est pas reconnu à sa juste valeur préfère tenter une nouvelle aventure chez DC qui lui laisse carte blanche pour la création de nouvelles séries. Alors que certains se posent la question de la survie même de Marvel après le départ du King, finalement les ventes ne se ressentent pas de cet évènement.
Une autre date, parfois choisie comme début de l'âge de bronze, est l'année 1971 et encore une fois, cela concerne Marvel. Alors que la simple mention de drogue dans une histoire empêche l'apposition du sceau du comics code, Stan Lee accepte une demande du ministère de la santé pour évoquer les dangers des drogues dans The Amazing Spider-Man. Ainsi Marvel, grâce à ces numéros de comics, fait figure de précurseur,. Les comics de cette période font souvent référence aux évolutions de la société et à la politique. Même Captain America est utilisé à cette fin. Il doit affronter une organisation nommée Secret Empire. Le combat final contre le chef de ce groupe se déroule dans le Bureau ovale de la Maison-Blanche et se termine par la mort de ce mystérieux personnage dont le visage n'est jamais montré ; le scénariste Steve Englehart fait cependant tout pour que le lecteur devine qu'il s'agit de Richard Nixon. Le comics patriotique devient ainsi une voix contre le système politique incarné par Nixon.
Les années 1970 sont aussi celles qui marquent la domination de Marvel sur le marché des comics. En 1972, Goodman décide d'augmenter le prix des comics, qui était auparavant de 15 cents, à 25 cents. DC lui emboîte le pas aussitôt. Le mois d'après le prix des comics de Marvel est ramené à 20 cents alors que ceux de DC restent au même prix. Une partie des lecteurs se détourne alors des comics DC, plus chers et passent à Marvel qui devient donc la première maison d'édition de comics. Après cette action d'éclat, Martin Goodman prend sa retraite. Son fils Chip devait prendre sa place, mais les propriétaires de Marvel préfèrent confier le rôle de directeur de la publication à Stan Lee. Roy Thomas, qui jusque là assistait Stan Lee, devient rédacteur en chef. Sous sa direction et celle des éditeurs qui lui succèdent, la prédominance de Marvel s'accentue et en 1984, Marvel vend plus du double de comics que DC. En 1974 Roy Thomas abandonne le poste de rédacteur en chef. Commence alors une succession de personnalités qui restent à ce poste moins de deux ans : Len Wein de 1974 à 1975, Marv Wolfman de 1975 à 1976, Gerry Conway en 1976 pendant six semaines et Archie Goodwin de 1976 à 1978.

#### Nouveautés

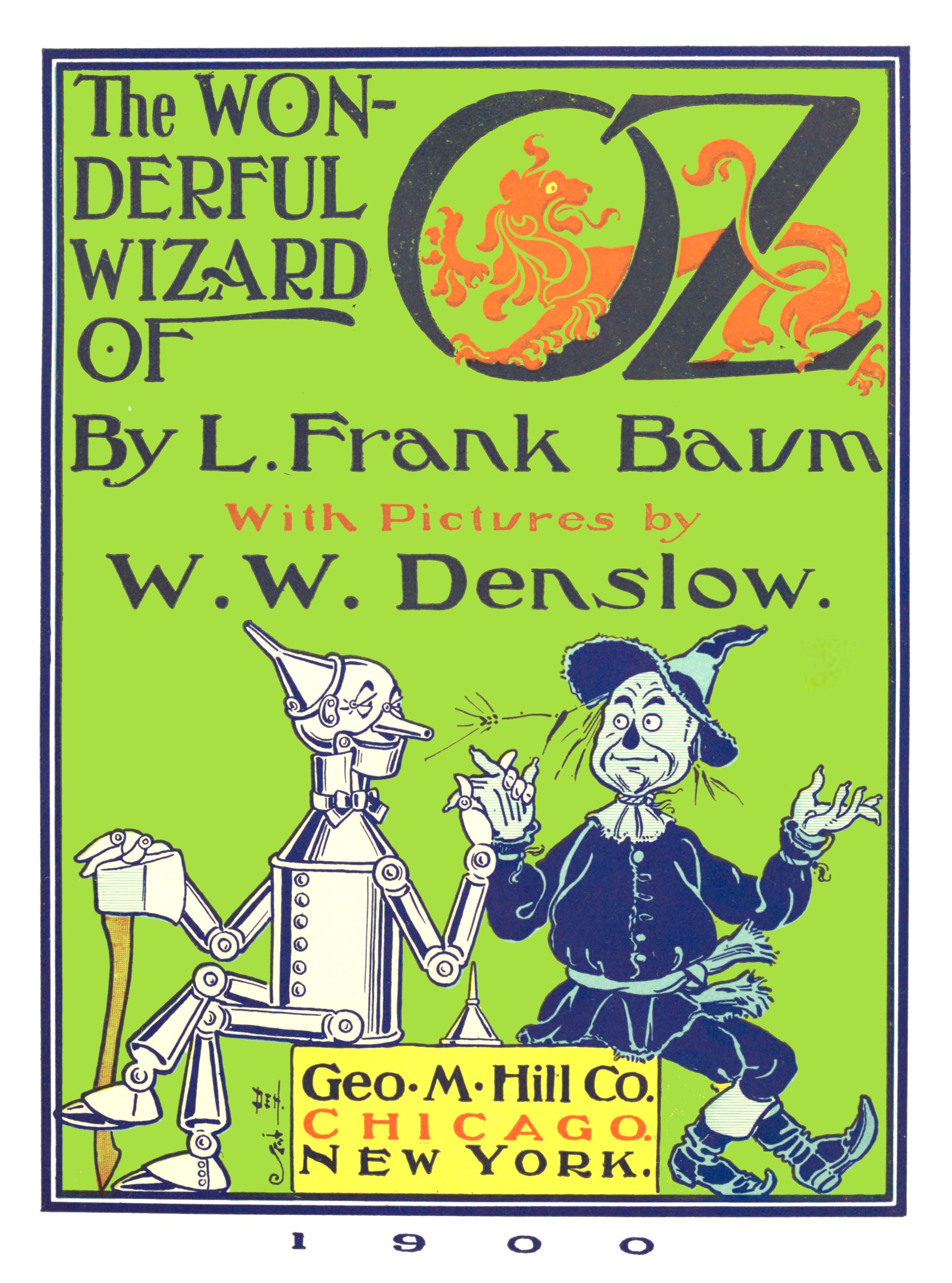
Le Magicien d'Oz est adapté conjointement par DC et Marvel

Les années 1970 voient aussi la mise en valeur de personnages noirs. En 1972, apparaît Luke Cage et la Panthère noire obtient son propre comics. En janvier 1977. Marvel accorde aussi plus d'importance à des personnages asiatiques : Feu du soleil en 1970 et Shang-Chi en 1973. Ce dernier est créé pour profiter de l'engouement pour les arts martiaux chinois qui gagnent en notoriété au cinéma avec les films de Bruce Lee et à la télévision avec la série Kung Fu. D'autres héros suivent comme Iron Fist. Le but est de profiter des modes éphémères et, lorsqu'elles déclinent, de s'inspirer des nouvelles. En cela, Marvel continue de suivre la politique définie par Martin Goodman.
Alors que Marvel et DC sont les deux premières maisons d'édition de comics, elles s'entendent pour créer un comics - une adaptation du Magicien d'Oz, publié en commun en 1975. L'année suivante, elles publient Superman vs. The Amazing Spider-Man: The Battle of the Century qui est le premier crossover entre deux univers de fiction appartenant à deux maisons d'édition de comics.
Enfin Marvel tente de se diversifier en éditant une ligne de magazines en noir et blanc avec un contenu plus adulte. Ce sont surtout des magazines d'horreur comme (Monsters unleashed, Tales of the Zombie ou encore Dracula Lives) mais on trouve aussi de l'heroic fantasy avec Savage Sword of Conan the Barbarian, du kung-fu (The Deadly Hands of Kung Fu), de l'humour (Crazy magazine) et une adaptation de Planet of the Apes.
Les années 1970 sont difficiles pour Marvel et en 1977, la société est sur le point de déposer le bilan. Heureusement, Roy Thomas acquiert les droits de la guerre des étoiles. L'adaptation du film puis la série dérivée est un succès très important qui permet à Marvel de retrouver une meilleure santé financière. Par ailleurs, Perfect Film & Chemical Corporation se rebaptise Cadence Industries et renomme sa division presse en Marvel Comics Group.

#### Jim Shooter rédacteur en chef

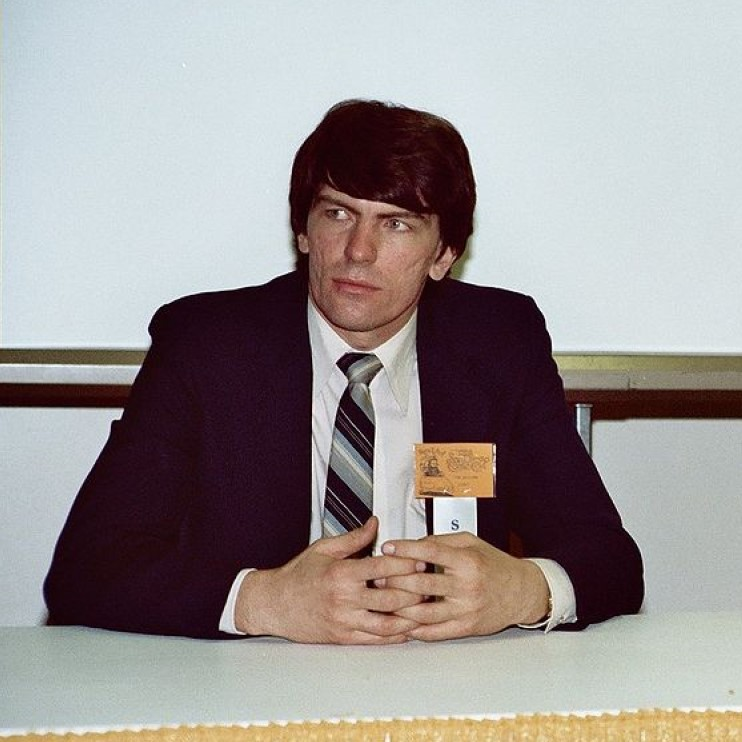
Jim Shooter en 1983

En 1978, Jim Shooter devient rédacteur en chef de Marvel Comics Group. Marvel devenant de plus en plus important, le rôle est de plus en plus difficile à tenir. Le nombre de séries augmente tout comme le nombre d'auteurs. De plus, les scénaristes sont aussi éditeurs de leurs séries et ne travaillent pas en cohérence avec les autres auteurs. Les retards deviennent habituels. Lorsque Shooter prend la place, après Archie Goodwin, il adopte une stratégie très directive. Il crée d'abord la fonction d'éditeurs de séries qui dépendent de lui et qui ont en charge un groupe de comics. Même si cela permet de résoudre de nombreux problèmes, plusieurs auteurs ne supportent pas ce comportement qu'ils jugent dictatorial et quittent Marvel. Parmi les réussites de Shooter, on trouve la mise en valeur des X-Men qui sont déclinés en plusieurs séries, la découverte de nouveaux talents comme Frank Miller, la création de séries évènements comme le crossover Guerres Secrètes, que Shooter scénarise.

### 1987-1994: Ronald Perelman propriétaire de Marvel

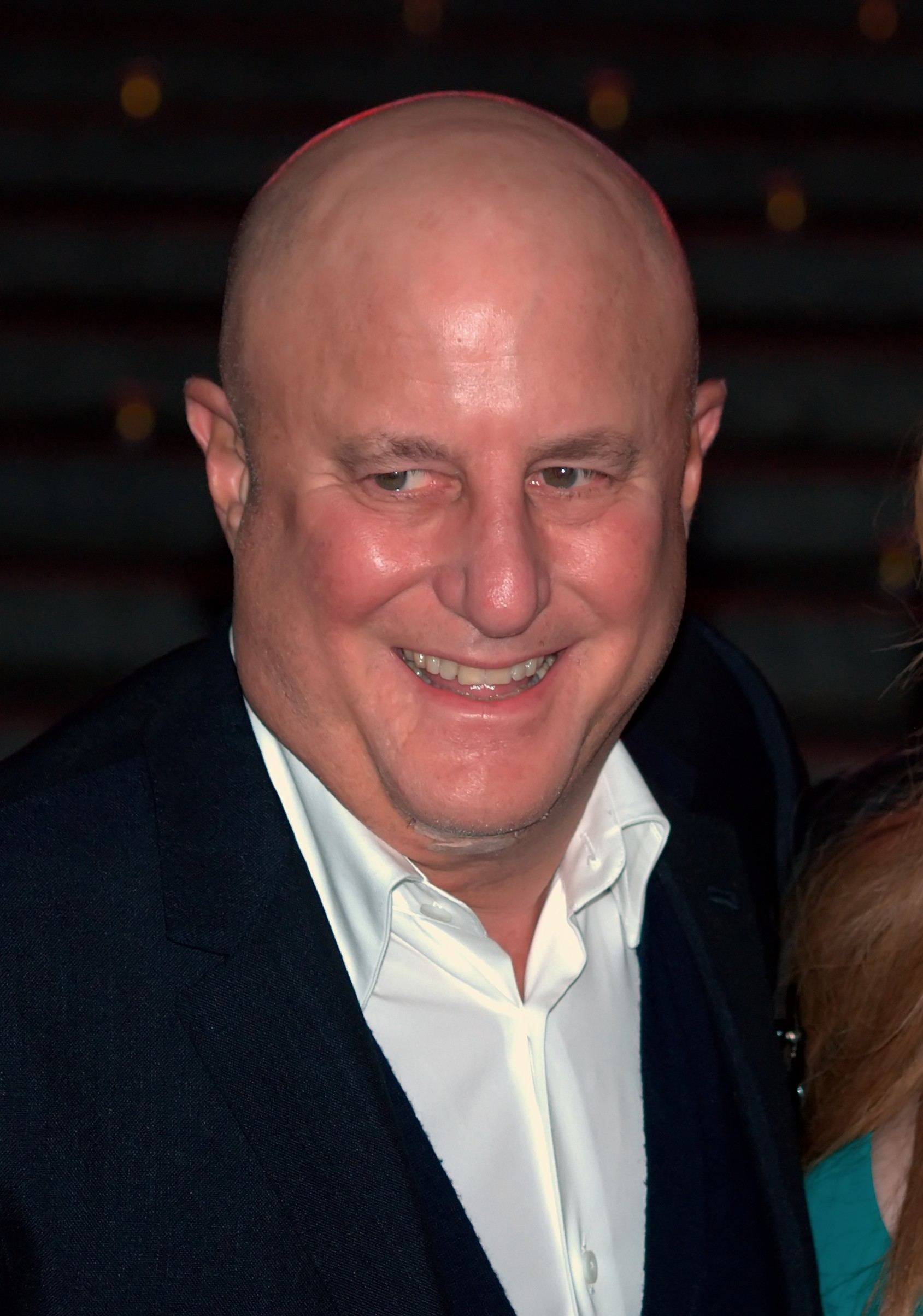
Ron Perelman en 2009

En 1987, Jim Shooter est licencié et remplacé par Tom DeFalco. Il rencontre un producteur, Steven Massarsky, et le convainc de créer une nouvelle maison d'édition. Le projet évolue ensuite et c'est le rachat de Marvel Comics Group qui est envisagé. Des difficultés avec les banques empêchent le projet de voir le jour d'autant qu'un autre investisseur, Ronald Perelman, cherche aussi à racheter Marvel. En 1989, Perelman parvient à s'emparer de la maison d'édition pour la somme de 82,5 millions de dollars. Il ne donne que 10 millions, le reste vient des banques qui le soutiennent. Perelman est un financier qui investit dans toutes sortes d'entreprises pour gagner de l'argent et ne s'intéresse pas à l'aspect artistique des bandes dessinées. Selon lui, l'intérêt pour Marvel n'est pas de créer, mais de rentabiliser les personnages connus. Sous l'autorité de Perelman, la politique éditoriale de Marvel évolue. Le nombre et le prix des titres augmentent. Par ailleurs Marvel rachète les éditeurs de cartes à collectionner Fleer Corporation et SkyBox International, l'éditeur de vignettes Panini, l'éditeur pour la jeunesse Welsh Publishing, l'éditeur de comics Malibu Comics et le distributeur Heroes World. C'est durant cette période de la fin des années 1980 que Tom DeFalco pour contrer la DC Comics qui tend à reprendre des parts de marché décide de donner leur chance à de jeunes dessinateurs qui rapidement attirent les lecteurs. Todd McFarlane sur Amazing Spider-Man puis sur Spider-Man, Rob Liefeld sur New Mutants et Jim Lee sur X-Men produisent des épisodes dont les ventes atteignent ou dépassent le million d'exemplaires. La période est aussi marquée par la formation d'une bulle spéculative. Comme certains comics anciens ont une valeur marchande importante et que les prix de certains comics rares s'envolent à la revente quelques mois seulement après leur parution, certains acheteurs voient dans les comics un moyen rapide de gagner de l'argent.
Perelman apparaît alors comme un « magicien ». Il met en bourse une partie de Marvel Comics et le titre grimpe rapidement. En quelques mois la valeur de l'action est multipliée par 17 ; la valeur de Marvel dépasse les 3 milliards bien que son endettement auprès des banques dépasse les 600 millions. Perelman signe aussi un accord avec Toy Biz. Cette entreprise gagne le droit de créer des jouets inspirés de l'univers Marvel sans avoir à payer de droits. En échange, Marvel prend 17 % des parts de Toy Biz mais avec 78 % des droits de vote. Grâce à cela les gains de Marvel sont plus importants qu'ils l'auraient été avec seulement la perception des droits dérivés.
L'euphorie dure cependant peu à cause de plusieurs facteurs. Tout d'abord, Marvel change de distributeur pour Heroes World. Ce choix amène une diminution des ventes. Puis les auteurs qui ont porté les grandes séries Marvel à des succès inédits décident de quitter Marvel pour fonder leur propre maison d'édition nommée Image Comics. Avec Liefeld, McFarlane et Lee partent aussi Erik Larsen qui a succédé à McFarlane, Marc Silvestri dessinateur de Wolverine, Whilce Portacio dessinateur de Uncanny X-men et Jim Valentino dessinateur des Gardiens de la Galaxie. De plus, la bulle spéculative éclate en 1993. Les profits rapides espérés par les spéculateurs sont illusoires, car c'est la rareté qui donne la valeur à de rares comics et l'achat en masse de numéros spéciaux empêche ceux-ci d'acquérir de la valeur à la revente. Aussi ces spéculateurs cessent d'acheter des comics et si les ventes reviennent à un niveau normal, elles ne suffisent plus à assurer la rentabilité de nombreux titres et amènent des éditeurs à cesser leurs activités. Enfin, la Grève des Ligues majeures de baseball en 1994 met en difficulté les sociétés Panini et Fleer d'autant que Marvel accepte de payer les droits pour éditer des cartes de basket-ball sans voir que les ventes de celles-ci n'étaient pas si importantes que prévu. Fleer et Skybox perdent alors 700 000 dollars par semaine. Dans ce moment difficile Tom DeFalco cesse d'être rédacteur en chef  et les responsables de Marvel décident de ne pas nommer une seule personne à ce poste, mais de diviser la tâche entre cinq auteurs. Cinq familles de comics sont créées et à chacune est attribué un responsable éditorial : Mark Gruenwald est chargé des Vengeurs, des 4 fantastiques et des séries associées, Bob Budiansky est responsable de Spider-Man, Carl Potts s'occupe de la collection Epic, Bobbie Chase hérite d'un groupe disparate nommé Marvel Edge comprenant Daredevil, The Ghost Rider, Hulk, Punisher et Bob Harras prend en charge les titres des X-Men. L'expérience est un tel échec que moins d'un an après elle est arrêtée et Bob Harras est promu rédacteur en chef des comics Marvel.

### 1998-2009: Faillite et renaissance menée par Joe Quesada

Logo de Marvel Comics

Cette série de difficultés conduit Marvel à la faillite en 1996. Selon le Comics Buyer's Guide la dette de Marvel est supérieure aux ventes de tous les comics publiés en 1997. Un autre investisseur, Carl Icahn, qui possède un important stock d'actions de Marvel tente alors de s'emparer de la maison d'édition et de chasser Perelman. La bataille juridique dure plusieurs mois et finalement Perelman doit abandonner Marvel. On estime cependant que sa gestion de l'entreprise lui a fait gagner entre 200 et 400 millions de dollars. Icahn semble avoir gagné mais c'est Joe Calamari, un ancien de Marvel, qui gère la société. Marvel est toujours endettée et un tribunal doit décider de son avenir. Comme Calamari tente de renégocier les droits octroyés à Toy Biz, les propriétaires de cette société, Avi Arad et Ike Perlmutter, proposent de racheter Marvel pour 400 millions de dollars. Le juge accepte la proposition, au grand dam d'Icahn et Calamari. Ainsi Marvel et Toy Biz fusionnent. Avec l'homme d'affaires Avi Arad, l'éditeur Bill Jemas et Bob Harras, Ike Perlmutter, copropriétaire de Toy Biz, stabilise les dépenses et sauve la marque
En 1998, Bill Jemas propose à Joe Quesada de devenir éditeur d'une nouvelle collection de comics reprenant des héros Marvel mais en leur donnant une tonalité plus sombre. Ainsi naît la collection Marvel Knights. Celle-ci se vend très bien et Bill Jemas nomme en 2000, à la place de Bob Harras, Quesada rédacteur en chef. Sous sa direction, Marvel a une politique plus audacieuse. En 2000 la ligne Ultimate est lancée pour essayer d'attirer un nouveau lectorat en se débarrassant des contraintes de la continuité et avec des héros remis au goût du jour. En 2001, l'abandon du Comics Code amène la création par Marvel de son propre système de classement (le Marvel Rating System) et le lancement de la collection MAX. En sens inverse, pour retrouver le jeune lectorat est créée la collection Marvel Adventures,.
Marvel commence également à s'impliquer dans les adaptations cinématographiques des licences : après les succès des adaptations tirées de séries mineures comme Men in Black en 1997 et Blade en 1998, elle négocie les droits d'adaptation avec différents studios, permettant ainsi la production de grands succès comme X-Men en 2000 et Spider-Man en 2002.

### Depuis 2009: Rachat par Disney

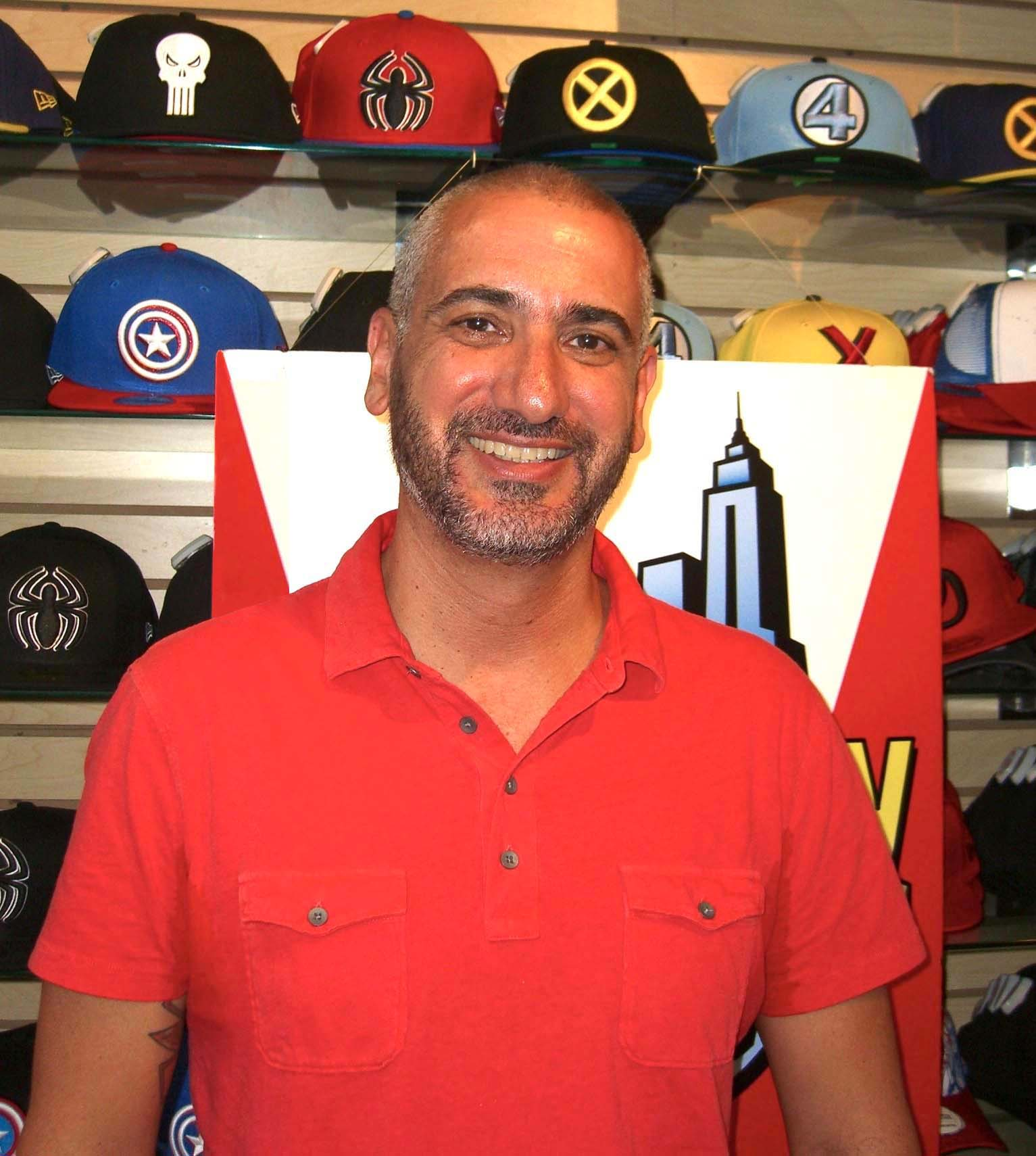
Axel Alonso directeur de la publication depuis 2011.

Le 31 août 2009, The Walt Disney Company rachète Marvel Entertainment pour 4 milliards de dollars (soit 2,8 milliards d'euros). L'achat se fait par échange d'actions au taux de 0,745 action Disney pour une Marvel et 30 $ en numéraire.
Le 4 janvier 2011, Axel Alonso remplace Joe Quesada. Le 16 février 2011, Marvel Comics et Disney Publishing annoncent leur première collaboration concrète avec le lancement d'un mensuel nommé Disney-Pixar Presents en mai 2011 avec des personnages de Pixar qui est suivi en juin d'une publication grand format sur les Muppets. 2011 est aussi l'année où pour la première fois DC Comics est le premier éditeur de comics durant plusieurs mois (de septembre à novembre) consécutifs. Cependant, cette chute de Marvel est à relativiser, car sur l'année 2011 Marvel reste l'éditeur ayant les meilleures ventes (41% des comics vendus et 37% des parts de marché) et dès 2012 il reprend sa place de leader qu'il n'a plus perdu depuis.
Le 13 février 2012, Disney Publishing Worldwide annonce emménager dans le même immeuble que Marvel Comics à New York. Le 16 novembre 2013, Disney lance son premier comic book publié par Marvel Comics intitulé Disney Kingdoms : Seekers of the Weird. Le 3 janvier 2014, Marvel annonce récupérer à partir de 2015 la licence Lucasfilm des publications Star Wars au détriment de Dark Horse. En 2017 C. B. Cebulski prend la place d'Axel Alonso. En 2020, toujours aux dépens de Dark Horse, Marvel récupère les droits des séries Alien et Prédator en raison de l'Acquisition de 21st Century Fox par Disney.

## Politique éditoriale

### Du mépris à la glorification
Quand Martin Goodman fonde Timely Comics, il ne s'intéresse pas au contenu de Marvel Mystery Comics. Il est même persuadé que ce comics n'a aucune valeur et ne se vendra pas. Le succès de celui-ci le surprend, mais il l'incite à continuer l'aventure de l'édition de comics. Il méprise cependant ce qu'il publie et affirme que les fans ne s'intéressent pas à la qualité,. Goodman pratique la même politique éditoriale qu'il tient pour ses pulps ; il est attentif aux modes et copie les réussites des autres éditeurs ; dans les années 1940 ce sont les super-héros, et dans les années 1950 ce sont les genres policier et de romance. A contrario, Stan Lee apprécie les comics. Lorsqu'après guerre, les critiques contre les comics se font plus virulentes et qu'ils sont accusés de corrompre la jeunesse comme l'affirme Fredric Wertham dans Seduction of the Innocent, Lee écrit plusieurs tribunes dans ces comics pour les défendre. À partir des années 1960, Stan Lee se produit dans des universités, dont certaines des plus prestigieuses comme Yale ou Harvard, et y promeut les comics.

### Les Fans

#### Fans-clubs

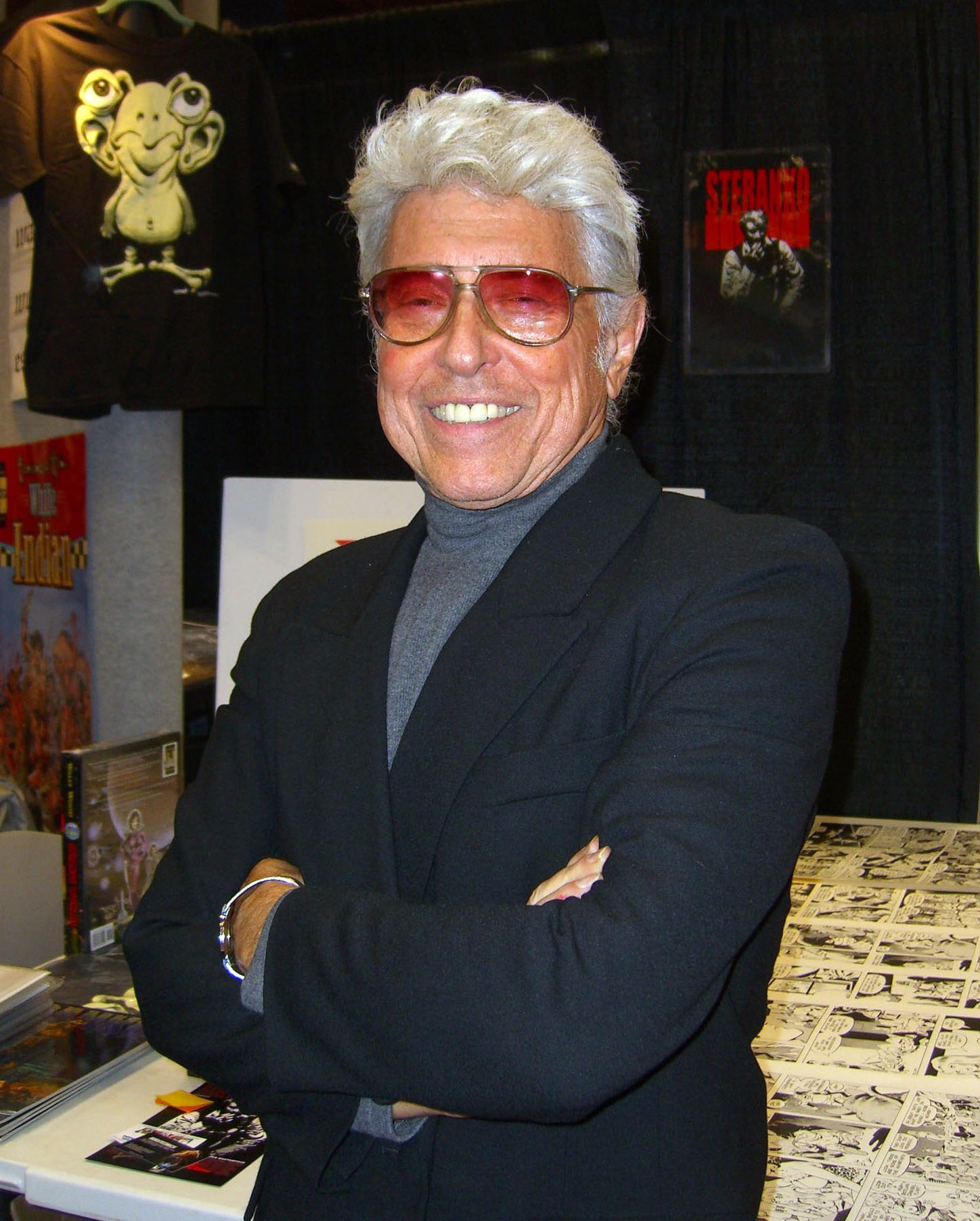
Jim Steranko, responsable du fan-club FOOM.

Quoique Martin Goodman ait une très mauvaise opinion des fans, Marvel Comics dans les années 1960 organise son fan-club. En 1964, Stan Lee annonce la création du M.M.M.S. en laissant deviner aux lecteurs le sens de l'acronyme. C'est seulement en 1965 que la Merry Marvel Marching Society est officiellement créée. Contre 1 $ les membres du fan-club reçoivent une carte de membre, des autocollants, un certificat et quelques autres petits avantages dont un disque. Sur celui-ci les membres du bullpen (surnom donné par les auteurs réguliers de Marvel à leur groupe), à l'exception notable de Steve Ditko, parlent ou chantent. En 1969, le M.M.M.S. est dissous. Martin Goodman trouve que cela coûte trop cher. Comme Lee tient à maintenir ce lien avec les lecteurs, Chip Goodman, le fils de Martin, lui parle d'une personne, Don Wallace, qui souhaite obtenir une licence de Marvel afin de vendre par correspondance des objets inspirés des héros Marvel. L'accord de 10 000 $ se concrétise et Don Wallace crée Marvelmania international qui incorpore les membres du M.M.M.S. Un magazine est édité et les fans peuvent acquérir des produits comme des posters. Cependant, Marvelmania est en fait un moyen pour Wallace de gagner de l'argent et nombre de commandes ne sont pas honorées. Mark Evanier est alors éditeur du magazine et lorsqu'il se rend compte que la société arnaque les clients, il en fait part à Lee. Le contrat est rompu en décembre 1971. Don Wallace disparaît la veille de l'ouverture du procès où il est inculpé.
En 1973, Stan Lee lance un nouveau fan-club nommé FOOM pour « Fans Of Ol'Marvel ». Jim Steranko en est le responsable et sous son impulsion est publié régulièrement un magazine envoyé aux membres et dans lequel se retrouvent des dessins inédits, des interviews et des annonces pour les prochains comics. L'inscription donne droit à une carte de membre, un poster dessiné par Steranko, des décalcomanies et un exemplaire de la revue. Le club disparaît en 1978. Par la suite, d'autres fan-clubs éphémères sont proposés dont, en 1991, le WAM (Wild Agent of Marvel).

#### No-Prize
Les lettres de lecteurs sont courantes lorsque Stan Lee lance ses nouvelles séries dans les années 1960. Si elles sont le plus souvent élogieuses pour les nouvelles créations de Marvel, parfois elles servent à mettre en lumière une erreur dans un comics. La première fois que cela se produit (dans le deuxième épisode des Quatre Fantastiques) Lee propose un concours aux lecteurs : le premier qui donnera une explication pour l'apparente erreur recevra un prix de 5 $. Par la suite, Lee récompense les lecteurs par un « No-Prize ». L'élu ne reçoit rien. Plus tard le vainqueur reçoit une enveloppe vide sur laquelle se trouvent un dessin de la tête de Hulk et l'indication que l'enveloppe contient un No-Prize. En 1972, Lee est nommé responsable éditorial. Roy Thomas qui lui succède continue de donner des no-prize en suivant les règles instituées par Lee. La tradition se maintient jusqu'en 1986, quand Mark Gruenwald explique qu'il est lassé des lettres qui sont envoyées juste pour réclamer un No-Prize après la découverte d'une erreur mineure. D'autres éditeurs continuent cependant d'en distribuer jusqu'à l'arrivée de Perleman qui interdit cette pratique, estimant qu'elle est seulement une perte d'argent. En 1991, les No-Prize reviennent, mais seulement pour attester une action mettant en valeur les comics Marvel. Tom DeFalco donne comme exemple de collecter des comics Marvel pour les enfants à l'hôpital, éditer une liste chronologique de toutes les apparitions d'un personnage ou donner une explication pour une erreur importante dans la continuité. En 1997, Lee revient chez Marvel et a droit à un éditorial qui paraît dans tous les comics. Il choisit de distribuer des No-Prize à tous les lecteurs dont il aura sélectionné la question. Lorsque les courriers des lecteurs et la tribune de Lee disparaissent des comics, les No-Prize font de même. Par la suite, de tels prix sont distribués par email.

### Censure
En 1954, l'instauration du Comics Code amène les maisons d'édition de comics à s'autocensurer pour être sûres que leurs publications soient distribuées. Marvel Comics abandonne donc ses séries d'horreur et observe scrupuleusement les articles du code. Il faut attendre mai 1971 pour que Stan Lee et Martin Goodman décident de publier un comics sans l'accord de la Comics Code Authority (CCA). En effet, le ministère américain de la santé avait demandé à Stan Lee d'écrire une histoire mettant les lecteurs en garde contre les méfaits des drogues. Or, un des articles du code interdisait toute mention de stupéfiants. Stan Lee, qui est aussi le responsable éditorial, accepte et demande toutefois à la Comics Code Authority de publier cette histoire avec le sceau du Comics Code puisqu'il s'agit de condamner l'usage des drogues. La CCA refuse, mais les membres de l'instance suggèrent aux éditeurs de réfléchir aux évolutions que doit connaître le code afin d’être plus en phase avec la société. Stan Lee préfère ne pas attendre et publier une histoire qui se déroule dans les épisodes 96 à 98 de The Amazing Spider-Man. D'autres interdits disparaissent par la suite, sans que Marvel en soit l'instigateur comme la présence de monstres dits classiques (vampire, loup-garou, fantôme) mais l'éditeur va en profiter pour élargir sa palette de comics.
À partir des années 1980, Marvel publie régulièrement des comics destinés à un public plus adulte et choisit de se passer de l'approbation du Comics Code. Epic Comics est la première collection qui remplit ce rôle. Puis viennent les collections Marvel Knights en 1998 et MAX en 2001. Cette même année, Marvel décide de quitter le CCA et de mettre en place son propre système de classification des comics.

### Images de la société américaine

#### Présentation d'idéologies politiques
Marvel, quasiment dès son origine, quand elle s'appelait encore Timely, est à l'écoute de la société américaine, voire la devance. Le premier comics de Captain America montre en décembre 1940 le héros donner un coup de poing à Adolf Hitler, soit un an avant l'entrée en guerre des États-Unis. Comme tous les éditeurs durant la Seconde Guerre mondiale, Marvel soutient l'effort de guerre et multiplie les comics patriotiques dans lesquels les héros chassent les nazis ou les japonais.
L'après-guerre voit la montée de la peur du communisme qui culmine avec le maccarthysme. Stan Lee tente alors de relancer les comics de super-héros en en faisant des défenseurs de la liberté contre la menace communiste. Ainsi le comics de Captain America est sous-titré Commie smasher,. Mais le moment est mal choisi, car le premier numéro de cette nouvelle version du Captain paraît alors que le sénateur Joseph McCarthy commence à perdre le soutien de la population et est critiqué dans les medias et par l'armée. Trois numéros seulement paraissent avant que les super-héros disparaissent du catalogue de Marvel jusqu'à leur résurrection durant l'âge d'argent des comics.
Les années 1960 sont une période d'importantes transformations dans la société américaine qui trouvent un écho dans les comics Marvel. L'anticommunisme qui est d'abord de mise amène les héros Marvel à combattre des saboteurs (comme dans le premier numéro de Hulk, des savants russes (comme le fantôme rouge, ennemi des Quatre Fantastiques) ou des Vietnamiens (Thor dans un épisode se rend au Viêt Nam et aide les paysans contre les Vietcongs et Iron Man dans son premier épisode aide l'armée américaine).
Par la suite, la menace communiste tend à disparaître excepté dans les comics d'Iron Man.
Les comics Marvel continuent depuis à être le miroir de la société. Ainsi en 2007, la mini-série Civil War qui montre le combat de super-héros entre eux pour savoir s'il faut que tous communiquent leurs identités secrètes au gouvernement peut être vue comme une représentation des préoccupations américaines concernant la guerre en Irak, le USA PATRIOT Act dans un monde marqué par les attentats du 11 septembre 2001. La mort de Captain America, qui suit Civil War, et le remplacement de celui-ci par Bucky Barnes signe les transformations des États-Unis et une forme de renouveau qui dans la réalité se manifeste par l'élection de Barack Obama. Et pour encore plus refléter la société américaine, des personnages issus de minorités deviennent des super-héros et brisent le moule du super-héros wasp. Ainsi en 2014, surgit la première super-héroïne musulmane sous les traits de Kamala Khan la nouvelle Ms. Marvel.

#### Image des femmes

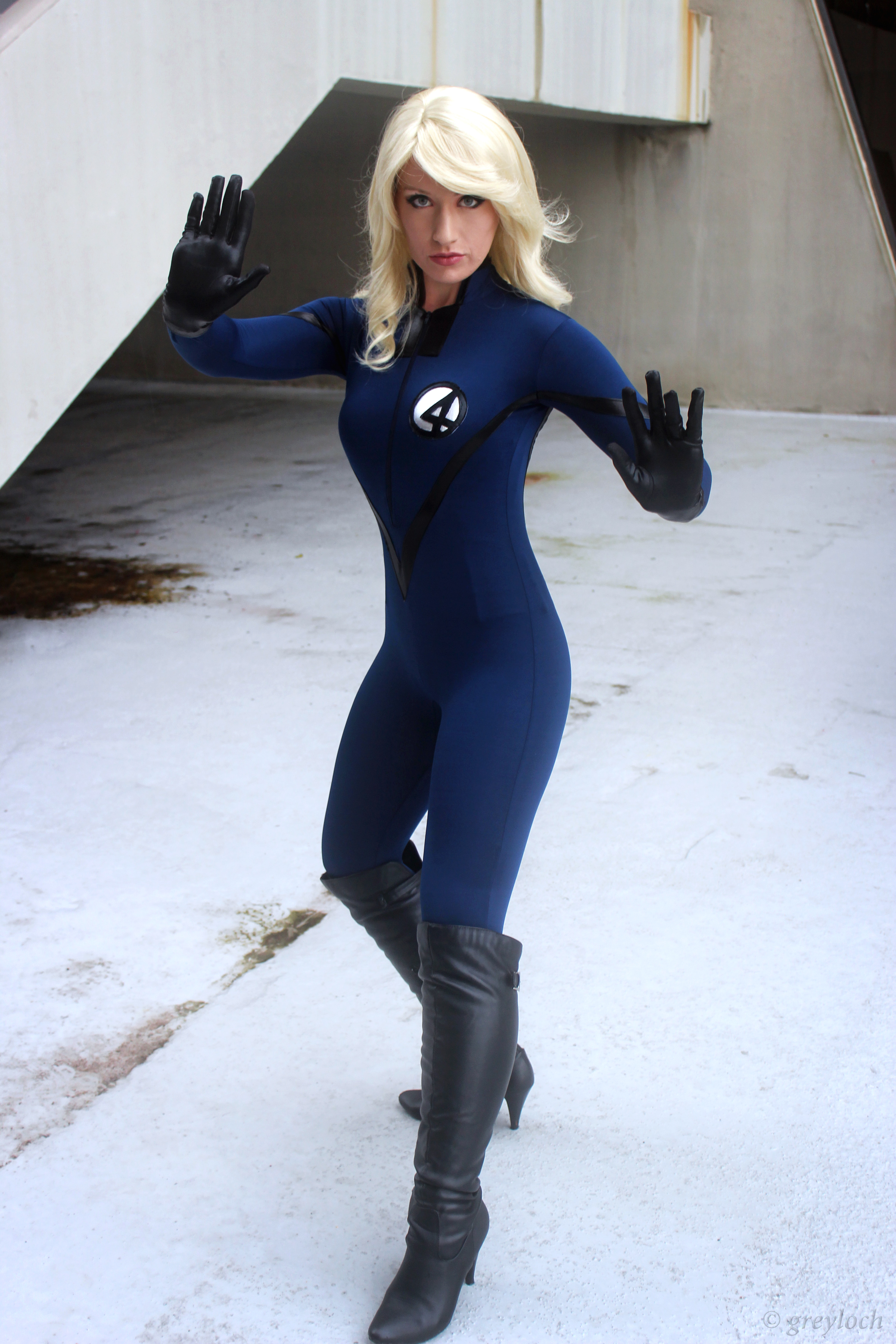
Cosplay de la Femme invisible.

Les comics Marvel de l'âge d'argent montrent des femmes faibles malgré leurs pouvoirs (c'est le cas pour la Fille invisible des Quatre Fantastiques ou Marvel Girl chez les X-Men). Chez les Vengeurs, la Guêpe est une écervelée présente comme la partenaire de l'Homme Fourmi. De plus, les héroïnes sont des filles (girl en anglais) alors que les héros sont des hommes (man en anglais) comme Spider-Man ou Iceman (bien que tous deux soient dans leurs premières aventures des adolescents). Jane Storm changera son nom en Invisible Woman seulement en 1985. Même si elles jouent un rôle dans les combats contre les super-vilains, elles sont aussi présentes comme objet de désir d'au moins un héros de l'équipe. Jane Grey est aimée par Cyclope, Jane Storm est aimée de Reed Richard et de Ben Grimm. Jane est par ailleurs aussi l'objet de sentiments amoureux de Namor⁣, et ce, depuis la première confrontation des Quatre Fantastiques avec le monarque atlante. Il faut attendre les années 1970 pour que d'autres héroïnes soient créées sans que ces caractéristiques soient présentes. Tornade, Miss Hulk ou Spider Woman chez les super-héros et Red Sonja dans le genre de l'Heroic fantasy sont indépendantes et n'ont pas à se protéger derrière un homme.
L'évolution vers une meilleure place des femmes dans les histoires va de pair avec une mise en avant d'autrices. En 2014, Marvel adopte ainsi une ligne éditoriale « All-New, All-Different » pour mettre en avant les autrices et les héroïnes ainsi que des artistes ou des personnages issus des minorités. Une fraction du lectorat dénonce cette ligne éditoriale et en mars 2017, Marvel fait un retour en arrière. De plus, durant l'été 2017, les autrices de Marvel sont victimes de harcèlement sur Internet. Cette attaque contre la diversité, qui critique le développement de personnages qui ne soient pas nécessairement des hommes blancs hétérosexuels, a depuis été nommée Comicsgate. Si plusieurs scénaristes et dessinateurs ont pris parti contre ce mouvement, Marvel, comme la majorité des éditeurs s'est abstenu depuis de tout commentaire.

#### Images des minorités

##### Minorités ethniques

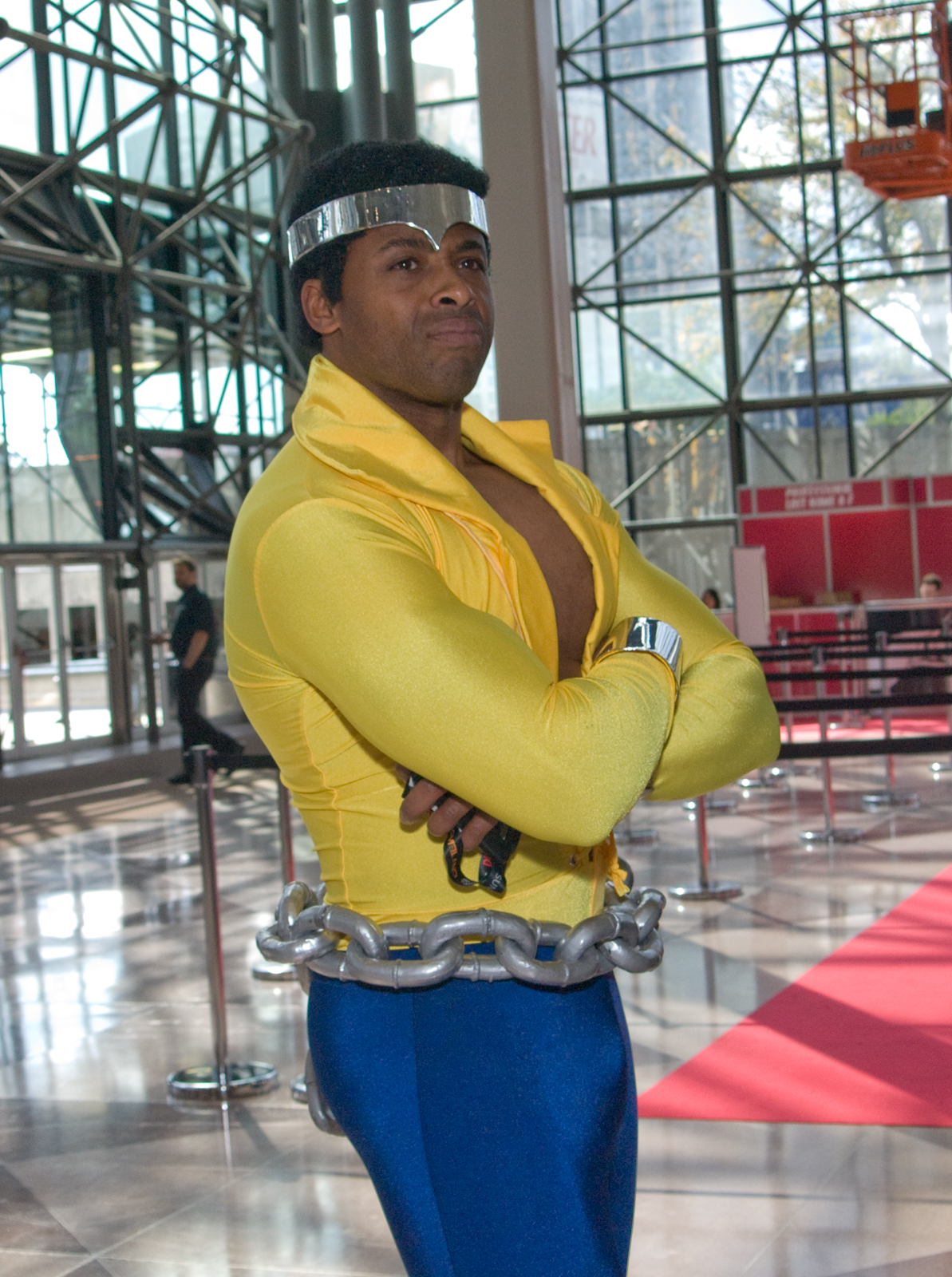
Luke Cage, premier super-héros noir à avoir son comics.

Alors que des années 1940 aux années 1960, les personnages noirs sont absents ou caricaturaux, Marvel présente le premier super-héros noir, la Panthère noire, en 1966 dans un épisode des Quatre Fantastiques. Ce personnage, cependant n'est pas afro-américain mais le roi d'un pays africain fictif. De plus, il est seulement un personnage secondaire qui a besoin de l'aide des Fantastiques. Il faut attendre 1969 pour que Marvel crée le premier super-héros afro-américain en la personne du Faucon, jeune noir issu du ghetto qui devient l'assistant de Captain America. La dernière étape est encore franchie par Marvel avec la création d'un comics dont le héros est afro-américain avec en 1972 Luke Cage, Hero for Hire,. Cette même année, la Panthère noire obtient aussi son comics, scénarisé par Don McGregor. Après cette année, les super-héros noirs apparaissent régulièrement dans les comics Marvel.
Les Afro-Américains ne sont pas les seuls à bénéficier d'une meilleure prise en compte des minorités chez Marvel. Des personnages d'origine asiatique pouvaient apparaître dans des comics dès les années 1940, surtout en tant que résistants contre les japonais. Dans les années 1950 et 1960, Marvel présente deux personnages chinois, mais ce sont deux vilains : Griffe jaune en 1956 et le Mandarin en 1964. Dans les années 1970 sont créés deux héros asiatiques. Feu du soleil est un mutant japonais qui apparaît dans un numéro des X-Men et Shang-Chi, créé par Steve Englehart et Jim Starlin en décembre 1973 dans Special Marvel Edition #15 renommé ensuite en Shang-Chi, master of Kung-Fu. Ce personnage est un Chinois maître des arts martiaux et sa création correspond à la mode du kung-fu des années 1970.
Les Amérindiens n'étaient pas ignorés dans les comics, ne serait-ce que dans les westerns, mais il faut attendre le numéro 50 de Fantastic Four pour qu'ils apparaissent dans les comics de super-héros chez Marvel en la personne de Wyatt Wingfoot. Celui-ci n'est cependant pas un super-héros. C'est Red Wolf qui est le premier en 1970 chez Marvel Comics. Par la suite, d'autres Amérindiens sont présentés, le plus souvent au sein d'une équipe. Épervier en 1975 appartient à l'équipe des X-men et Shaman en 1979 est membre de la Division Alpha.

##### Minorités LGBT
Le Comics Code interdit toute référence à l'homosexualité et jusque dans les années 1980, les personnages gays ou lesbiens n'existent pas. Il faut attendre 1988 pour que DC Comics crée le premier super-héros ouvertement homosexuel, Extraño. Toutefois, à cause du code, cela n'est jamais dit clairement. Marvel fait de même avec le personnage de Vega. John Byrne affirme qu'il avait décidé d'en faire un personnage homosexuel à partir du moment où la Division Alpha avait son propre comics. Cependant, le code et le refus absolu de Jim Shooter d'avoir un super-héros gay impose que cet aspect de la personnalité du héros ne soit pas évident. C'est seulement en 1992 que Vega affirme son homosexualité dans Alpha Flight 106. Cet épisode est historique puisqu'il est le premier à montrer un personnage qui dit ouvertement être gay. Cet évènement est d'ailleurs remarqué par des journaux tel le New York Times qui explique que « la révélation de Vega sera un jour vue pour ce qu'elle est : le signe bienvenu de changements dans la société »,. Vega est aussi le premier super-héros homosexuel à se marier avec une personne du même sexe. Dans le numéro 51 de Astonishing X-men, il épouse son compagnon Kyle Jinadu. Depuis, plusieurs personnages ont été présentés comme LGBTQ, que ce soit de nouvelles créations comme Hulkling et Wiccan, qui forment un couple quasiment dès leur apparition dans les pages des Young Avengers, ou des réécritures de personnages anciens comme Rawhide Kid.
Une super-héroïne transgenre, Sera, est créée en 2015. Elle s'affirme femme après l'intervention d'Angela pour sauver le royaume des anges d'un monstre. Elle demande à Angela de l'emmener avec elle, car elle ne se reconnaît pas dans le genre masculin qui lui est assigné. Par la suite, elle vit en couple avec Angela.

## Analyse stylistique

### Écriture: la méthode Marvel
Étant au début des années 1960 le seul scénariste de Marvel, Stan Lee est amené à confier une part importante du récit aux dessinateurs. Après avoir discuté des grandes lignes de l'intrigue avec le dessinateur, il le laisse organiser ses planches pour ensuite ajouter les textes. Cette méthode est d'autant plus facile à mettre en œuvre que Lee travaille avec des artistes tels que Jack Kirby, Steve Ditko, Wally Wood ou Bill Everett qui sont des maîtres dans l'art du récit dessiné. Lorsqu'il devient responsable éditorial de Marvel, Lee abandonne progressivement l'écriture des séries, mais sa méthode continue à être utilisée par les nouveaux scénaristes.
Stan Lee, lorsqu'il commence à créer ses comics de super-héros, décide de ne plus suivre les schémas habituels. Il commence par descendre les super-héros de leur piédestal, comme pouvaient l'être les personnages de DC Comics, et d'en faire de simples humains, avec tous les soucis que ceux-ci peuvent éprouver dans la vie quotidienne, dotés en plus de super-pouvoirs. De plus, alors que chez DC la victoire du héros était assurée et qu'il s'agissait plus de voir comment celle-ci allait arriver, chez Marvel, la possibilité d'une défaite ou d'une tragédie existe. L'exemple le plus évident est celui de Spider-Man qui est craint par la population et dont la vie en tant que Peter Parker est toujours difficile. Stan Lee décide en plus de produire un véritable univers fictionnel dans lequel les personnages sont constamment en relation que ce soit par de simples rencontres, des combats ou des alliances et chaque nouvel élément apporté à cet univers est rapidement connu par les lecteurs quel que soit le comics qu'ils lisent.
Par ailleurs, dès 1963, Lee avait abordé le thème du racisme en créant les X-men. Le comics présente des super-héros détestés pour ce qu'ils sont, à savoir des mutants. En éditant ce comics, Lee ouvre la voie à une nouvelle façon de voir les comics de super-héros qui au-delà des combats des gentils contre les méchants peuvent aussi aborder des questions sociétales.

### Dessin

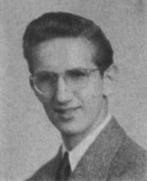
Steve Ditko en 1945.

Lee invite les dessinateurs à imiter le style énergique de Jack Kirby, qui est le dessinateur vedette de la maison, bien que certains, comme Steve Ditko dont le dessin plus anguleux est apprécié sur le comics de Spiderman, n'abandonnent pas leur personnalité.
Les artistes, peu à peu, adoptent un style plus expressif. Jack Kirby abandonne le formalisme du gaufrier et insère dans le récit des pleines pages parfois construites à partir de photographies découpées dans des magazines qui constituent un décor fantastique où il place par la suite ses personnages. À la fin de l'Âge d'argent, des dessinateurs tels que Jim Steranko, Neal Adams ou Gene Colan se libèrent du cadre antérieur par un art plus expressif.
Les couvertures sont longtemps préparées par Marie Severin qui propose des brouillons aux autres artistes afin qu'aucun comics ne sorte le même mois avec une couverture trop semblable à celle d'un autre. De plus, ces couvertures sont inspirées par le scénario alors que chez d'autres éditeurs elles peuvent n'avoir aucun rapport avec l'histoire.

## Édition de magazines
Les années 1970 sont une période difficile pour les éditeurs de comics en général et pour Marvel en particulier. Le lectorat s'érode progressivement. Aussi pour toucher de nouveaux lecteurs, les magazines apparaissent comme une réponse possible. Ceux-ci ne sont pas une nouveauté. Mad est depuis les années 1950 une réussite artistique et commerciale ; Warren Publishing édite plusieurs magazines de bandes dessinées d'horreur en évitant les foudres de la censure et d'autres éditeurs comme Skywald Publications trouvent une niche avec des histoires où l'horreur se teinte d'érotisme.
Stan Lee en mai 1971 décide de prendre le train en marche en lançant un magazine en noir et blanc de bandes dessinées intitulé Savage Tales avec Conan le Barbare comme personnage principal. Mais Martin Goodman refuse que Marvel poursuive dans cette voie. Il faut attendre le départ de Goodman en 1972, pour que Stan Lee crée une ligne de magazines. Le premier s'intitule Monster Madness et ne contient pas de bandes dessinées mais des textes et des photographies d'anciens films fantastiques sur lesquelles Lee ajoute des bulles humoristiques. Mais à partir de 1973 plusieurs magazines de bandes dessinées sont lancés. Ce sont surtout des récits d'horreur qui échappent à la censure du Comics Code. Les titres sont éloquents : Monsters unleashed en mars 1973, Tales of the Zombie en avril 1973, Dracula Lives en juin 1973, Vampire Tales en août 1973, The Haunt of Horror en mai 1974 et Monsters of the Movies en juin 1974. Pour compléter cette ligne Lee reprend Savage Tales en octobre 1973 et y ajoute en août 1974 Savage Sword of Conan the Barbarian publié jusqu'en 1995 avec 235 numéros.
Les années 1970 voient l'arrivée du kung fu à l'écran et les éditeurs de comics s'inspirent de cette mode pour créer des séries avec des champions d'arts martiaux chinois. En avril 1974, The Deadly Hands of Kung Fu, qui dure jusqu'en 1977, paraît chez Marvel. On y retrouve des aventures de Shang-Chi et celles d'un nouveau groupe de héros les Sons of the Tiger créés par Gerry Conway au scénario et Dick Giordano au dessin. Les bandes dessinées sont complétées d'articles traitant du kung fu et de ses avatars à l'écran. Suivant toujours les modes, Marvel propose le mois suivant Planet of the Apes, d'après les films et la série télévisée annoncée pour le mois de septembre 1974. Ce magazine dure jusqu'en 1977. Enfin s'inspirant du succès de Mad, Lee lance Crazy magazine en octobre 1973 qui dure jusqu'en 1983. En octobre 1974, est publié le premier numéro de Comix Book qui est constitué de bandes dessinées réalisées par des auteurs de comics underground comme Art Spiegelman, Trina Robbins, Howard Cruse ou Skip Williamson. La tentative tourne court, car l'underground n'attire plus les lecteurs,.
En 1975, Marvel cesse la publication des magazines d'horreur, car les frais d'édition sont plus importants que ceux des comic books et le lectorat n'est pas assez important pour les compenser. Stan Lee décide alors de créer une nouvelle série de magazines. À Crazy, The Savage Sword of Conan, Planet of the Apes et The Deadly Hands of Kung Fu s'ajoutent Doc Savage de 1975 à 1977), Kull and the Barbarians (trois numéros en 1975), Marvel Preview une anthologie qui dure de 1975 à 1980 avant d'être renommée en Bizarre Adventures de 1980 à 1983, Masters of Terror (deux numéros en 1975) et Unknown Worlds of Science Fiction (6 numéros en 1975). En 1977 sort Rampaging Hulk renommé en 1978, Hulk ! qui dure jusqu'en 1981. Enfin en 1979, le comics Tomb of Dracula cesse de paraître, mais un magazine du même nom poursuit les aventures du vampire jusqu'en 1980.

## Labels et collections de Marvel Comics

### Epic Comics
Au début des années 1980, Marvel décide de lancer un magazine intitulé Epic Illustrated dont le contenu serait plus adulte que les comics car il ne serait pas soumis au Comics Code. De plus, les auteurs garderaient les droits sur leurs créations. Archie Goodwin en est le responsable éditorial. En 1982, Jim Shooter décide de créer une collection nommée Epic Comics pour publier des comics dans le même esprit que le magazine. Goodwin après avoir hésité, accepte de diriger cette division. L'un des buts de Shooter est de rivaliser avec les éditeurs indépendants et d'attirer de nouveaux auteurs. Le premier album paru dans cette collection est un épisode de Dreadstar de Jim Starlin. Viennent aussi Six from Sirius, Moonshadow de J.M. DeMatteis et John J. Muth, Groo the Wanderer de Mark Evanier et Sergio Aragones, Elfquest pour la première fois en couleur ainsi que des traductions de bandes dessinées de Mœbius et du manga Akira de Katsuhiro Otomo . La collection disparaît en 1994.

### Star Comics

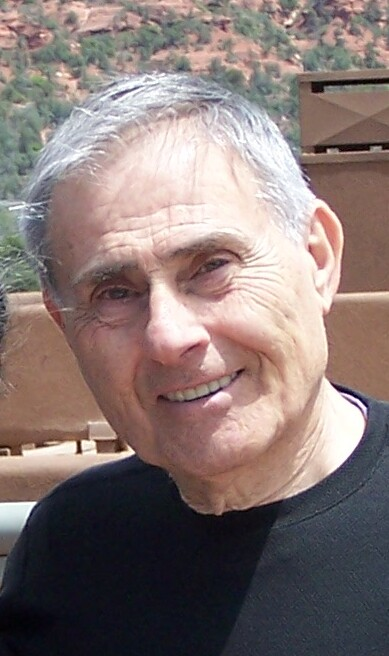
Sidney Jacobson, responsable éditorial de Star Comics.

Au début des années 1980, Marvel Comics tente de racheter l'éditeur spécialisé dans les comics pour enfants Harvey Comics. Comme les propriétaires de cette maison d'édition refusent, Marvel propose de publier et distribuer des comics avec les personnages d'Harvey. Alors que l'accord est prêt à être conclu, c'est finalement de nouveau un refus. Les responsables de Marvel décident alors d'engager les auteurs d'Harvey, mais pour des séries enfantines originales. Ainsi en 1984 paraît le premier comics de cette nouvelle collection nommée Star Comics et dirigée par Sid Jacobson. Parmi les titres publiés, on trouve Spider-Ham, l'adaptation de Heathcliff et deux séries dérivées de Star Wars (Star Wars: Ewoks et Star Wars: Droids). Parmi les dessinateurs se trouve Warren Kremer qui vient d'Harvey et qui côtoie Trina Robbins et Marie Severin. Les ventes sont cependant décevantes et La collection est arrêtée en 1988. Quelques séries sont poursuivies, mais sans que le logo de la collection apparaisse,.

### Marvel Knights
En 1998, Marvel est financièrement au plus mal. Pour relancer des séries aux faibles ventes, Joe Quesada et Jimmy Palmiotti sont engagés. Tous deux s'auto-éditent alors avec leur société Event Comics, mais ils acceptent l'offre de Marvel. Ils prennent donc en charge quatre séries : Daredevil, le Punisher, la Panthère noire et les Inhumains. Le choix éditorial est de produire des séries plus sombres au contenu plus adulte. Parmi les auteurs choisis par Quesada et Palmiotti se trouvent Garth Ennis, Kevin Smith, Christopher Priest et Paul Jenkins. D'autres séries sont par la suite publiées dans cette collection qui est une réussite artistique et rapporte de l'argent à Marvel,.

### Autres collections
- MAX : En 2001, Marvel décide de publier des comics destinés à un public adulte. Le logo Marvel n'apparaît pas et est remplacé par MAX afin d'avertir les vendeurs de comics et les lecteurs. Deux séries sortent du lot : Punisher scénarisé par Garth Ennis et Alias de Brian Michael Bendis et Michael Gaydos[147]. La création de cette collection va de pair avec l'arrêt de la soumission des comics au Comics Code[148].
- Icon Comics : lancé en 2004, cette collection permet à des auteurs renommés et déjà publiés chez Marvel de réaliser des comics plus personnels en gardant le contrôle sur leur création[149]. Powers (Brian Michael Bendis et Michael Avon Oeming) et Kabuki (David W. Mack) ont ainsi été transférés depuis Image ; Criminal (Ed Brubaker et Sean Phillips) et Kick-Ass (Mark Millar et John Romita Jr.) ont été créés pour Icon.
- Razorline : En 1993 Clive Barker et Marvel signent un accord pour qu'Hellblazer soit adapté dans la collection Epic. Cependant, l'accord ne se réalise pas : Epic est arrêté et Hellblazer est publié par un autre éditeur. Barker et Marvel s'allient cependant pour créer une collection consacrée entièrement à des créations originales de Barker. Intitulé Razorline, elle accueille quatre titres : Ectokid, Hyperkind, Hokum & Hex et Saint Sinner. Lancée en juillet, la collection n'attire pas les lecteurs et aucun des titres ne dépasse le neuvième numéro. Même Ectokid scénarisé d'abord par James Robinson puis par Larry Wachowski est en 1994, un des comics qui se vendent le moins[150], [147].
- Ultraverse. En 1993, la maison d'édition Malibu Comics lance une série de comics qui présentent un univers cohérent de super-héros appelé l'Ultraverse. Malibu a déjà auparavant créé plusieurs séries et édité les premiers comics d'Image[151]. Des auteurs reconnus comme Steve Englehart, Steve Gerber ou Barry Windsor-Smith sont recrutés et les premières ventes sont bonnes. Toutefois, elles diminuent et en 1994 Marvel rachète Malibu. Deux raisons sont avancées pour expliquer ce rachat. La première tient à l'expertise de Malibu dans l'impression en couleur, la seconde, avancée par Tom Mason, cofondateur de Malibu, est la crainte de Marvel que DC rachète Malibu et devienne le premier éditeur de comics en nombre de séries. Quoi qu'il en soit, Marvel une fois propriétaire de l'ultraverse tente de l'intégrer à son univers. De nombreux héros vont se retrouver dans l'Ultraverse comme Thor, les Vengeurs, Le Chevalier noir. Une série animée est proposée en 1994 et 1995 ainsi qu'une ligne de jouets et entre 1997 et 1999 Night Man est adapté en série en prise de vue réelle. Cependant, Marvel se désintéresse finalement de cet univers qui disparaît des comics en 1996[147],[152].
- Paramount Comics : Collection éphémère née en 1996 d'un accord entre Marvel et Paramount, Paramount Comics accueille une adaptation de Mission Impossible, deux crossovers entre Star Trek et les X-Men et quatre séries adaptées de Star Trek. L'accord dure peu et deux ans plus tard la collection est arrêtée[147].

## Éditions étrangères

### Marvel UK

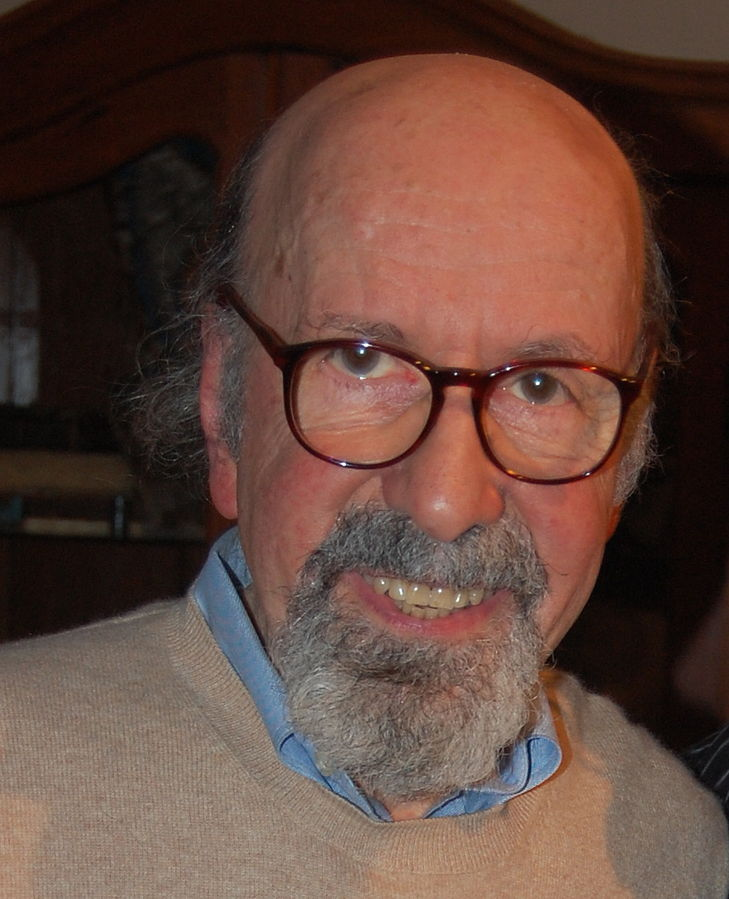
Larry Lieber, responsable éditorial de Marvel UK en 1976.

Au Royaume-Uni les comics de Marvel sont, dans un premier temps, publiés par des éditeurs anglais en noir et blanc dans des hebdomadaires, comme il est habituel pour le marché anglais. Cependant, les éditeurs n'accordent pas d'importance à l'ordre de publication et à la continuité établie par Marvel. Entre 1967 et 1969, l'éditeur Odham Press s'empare des droits d'édition pour le Royaume-Uni et publie les comics Marvel dans cinq magazines. Cette fois la continuité est respectée, mais le succès n'est pas vraiment au rendez-vous. Les titres sont fusionnés puis en 1969, lorsqu'Odham est racheté par IPC Media, les comics Marvel sont abandonnés. En 1972, Marvel décide de créer une filiale pour rééditer les comics américains à destination du marché britannique. Le format choisi est toujours le format anglais et les comics sont divisés en plusieurs parties pour être publiés chaque semaine. Le premier titre proposé est The Mighty World of Marvel. Vient ensuite Spider-Man Comics Weekly en février 1973 suivi de The Avengers en août 1973. Marvel crée un quatrième magazine en Angleterre pour reprendre ses séries d'horreur dans le titre Dracula lives! à partir du 26 octobre 1974. Le même jour, sort aussi la reprise du magazine Planet of the Apes.
D'autres magazines plus ou moins éphémères suivent dans les années 1970 : Savage Sord of Conan et The Super Heroes avec les X-Men et le Surfer d'argent en 1975 puis The Titans qui a la particularité d'être au format à l'italienne avec deux pages de comics dans une page du magazine. Cette deuxième partie des années 1970 est difficile pour Marvel UK : les revues sont fusionnées et les séries passent d'un magazine à l'autre. Pour retrouver les ventes du début, Stan Lee nomme comme responsable éditorial Larry Lieber qui édite le premier magazine avec du matériel original : Captain Britain. Bien que les auteurs vivent en Amérique, la série est réservée au Royaume-Uni. La série dure peu et cesse d'être publiée après le numéro 39 de juillet 1977. Les autres magazines ne se portent pas mieux et en novembre 1976 The Titans est arrêté et remplacé en mars 1977 par Fury qui reprend les épisodes de Sgt Fury and his Howlin' Commandos. Quant à Captain Britain il revient dans Super Spider-Man & Captain Britain 1977 voit la publication de trois nouveaux magazines Complete Fantastic Four, Rampage et The Savage Sword of Conan qui revient avec un contenu plus adulte et une périodicité mensuelle.
Alors qu'à ses débuts Marvel UK attirait de nombreux lecteurs, à la fin des années 1970 elle n'est plus qu'un éditeur mineur. Un nouveau responsable éditorial, Derek Skinn, tente de relancer l'intérêt grâce à des magazines plus adaptés au lectorat anglais. Ainsi est lancé Hulk Comics qui s'inspire de la série télévisée. Dans ce magazine se retrouve Nick Fury, aussi dans des aventures originales, Black Knight et Captain Britain. Hulk est dessiné par Dave Gibbons et Steve Dillon qui s'occupe aussi de Fury. Une nouvelle création Night Raven, écrite par Steve Parkhouse et dessinée par David Lloyd puis John Bolton, complète la série. Parmi les auteurs que Skinn attire chez Marvel UK arrivent aussi Alan Moore, John Wagner, Pat Mills, Steve Moore. Toujours dans l'idée de rendre plus anglais Marvel UK, le magazine Doctor Who Weekly est lancé en 1979.
Dans les années 1990, alors que Paul Neary est rédacteur en chef, Marvel UK lance toute une gamme de comics, au format américain, interagissant avec l’univers Marvel. C'est d'abord Knights Of Pendragon  de Dan Abnett John Tomlinson et Gary Erskine puis Death’s Head, Motormouth, Warheads et Mys-Tech. Les ventes sont bonnes dans un premier temps mais elles déclinent ensuite. Lors de la faillite de Marvel en 1998-1999, Marvel UK est repris par Panini. Les créations originales sont abandonnées, sauf dans des magazines pour enfants, et Marvel UK publie de nouveau les séries américaines.

### Publication en français
En 1969, les éditions Lug publient les premières traductions de comics Marvel dans le magazine Fantask. Censuré au septième numéro, Fantask est remplacé par Strange et Marvel. Ce dernier est aussi interdit après son treizième numéro. Dans les deux cas, le caractère « traumatisant » des personnages ou du dessin est mis en avant pour justifier la censure. Ceci explique la politique de Lug de pratiquer l'autocensure en supprimant des épisodes, des pages ou en effaçant des éléments qui pourraient justifier une nouvelle interdiction. Pour la même raison l'éditeur Aredit publie ses adaptations de comics dans des petits formats en noir et blanc pour adultes. Depuis 1962, Aredit avait dans son catalogue des traductions de comics de DC Comics. À partir de 1971, elle publie aussi des séries Marvel dans de très nombreux fascicules. À partir de 1977, les petits formats sont complétés par des albums couleurs. Alors que Lug privilégie des anthologies mensuelles dans lesquelles ce sont les mêmes héros qui reviennent à chaque parution (Strange, Nova, Titans), Aredit propose soit des anthologies, mais sans que ce soit les mêmes personnages qui s'y trouvent régulièrement (Eclipso, Etranges Aventures, Aventures Fictions), soit des albums couleurs consacrés à un seul personnage (la collection Flash avec Thor, Hulk et Submariner puis la collection Superstar). En 1989, Aredit cesse ses activités et Lug est racheté par Semic puis perd les droits des personnages Marvel en 1996. Depuis 1997, les éditions Panini ont l'exclusivité sur les séries Marvel.
Au Québec, les éditions Héritage commencent à publier des traductions de comics Marvel en 1968. Les premières séries sont consacrées à Hulk et aux Quatre Fantastiques. Quelques mois plus tard s'y ajoute Spider-Man. Par la suite, les éditions Héritage publient des dizaines de titres. La majorité de ces magazines reprend le modèle américain en ayant un seul héros par numéro, mais quelques séries sont au format d'anthologie avec trois héros dans un seul magazine. Par ailleurs certains héros dont les séries sont abandonnées poursuivent leur carrière comme supplément dans un autre magazine. Ainsi, la série Thor est interrompue, mais quelque temps après le héros revient dans L'incroyable Hulk. Ces périodiques sont le plus souvent lancés en couleur puis passent au noir et blanc. Ce n'est que dans les années 1980 que la couleur se généralise. Par ailleurs, pour gagner de la place, deux pages du comics américain sont réduites pour tenir dans une seule page. Ainsi, une série complémentaire, souvent découpée en parties d'une dizaine de pages, est ajoutée. En 1987, les éditions Héritage cessent de publier des traductions de comics même si elles continuent de publier d'autres séries.

## Adaptations

### Adaptations cinématographiques

#### Débuts difficiles
Le premier film mettant en scène un personnage inspiré par les comics de Marvel est Captain America dans un serial en 15 épisodes produit par Republic Pictures et diffusé en 1944. Le personnage du film Captain America a peu de rapport avec celui des comics : l'identité secrète n'est pas la même et le bouclier est remplacé par un pistolet. Il faut attendre plus de 40 ans pour qu'un nouveau film inspiré par un personnage de Marvel se retrouve sur les écrans : Alors qu’Howard the Duck, créé par Steve Gerber, parodie et se moque de la culture américaine, y compris des comics, le film Howard... une nouvelle race de héros (1986) oublie toute l'irrévérence de l'œuvre originale et est un échec commercial et critique. Après cet échec, les années 1990 ne sont pas plus favorables aux personnages des comics Marvel : Punisher sort directement en vidéo en 1989, Captain America connaît le même traitement en 1990 et The Fantastic Four, tourné en 1994, n'est jamais distribué.

#### Premiers succès
Il faut attendre 1998 pour qu'une adaptation soit enfin une réussite grâce à Blade. Le succès commercial amène la réalisation de deux suites, Blade 2 en 2002 et Blade: Trinity en 2004. Deux ans plus tard, sort le film X-men, réalisé par Bryan Singer, dont les recettes s'élèvent à 296 millions de dollars. Ce succès pousse la 20th Century Fox à produire d'autres films mettant en scène les X-men. Au total, treize films appartiennent à cette licence lucrative, dont sept consacrés aux X-men, trois à Wolverine et deux à Deadpool.
Une autre star de Marvel arrive sur les écrans en 2002, avec Spider-Man réalisé par Sam Raimi. Puis deux autres suites Spider-Man 2 en 2004 et Spider-Man 3 en 2007, toujours de Raimi. En 2012, Marc Webb tourne un reboot intitulé The Amazing Spider-Man, suivi en 2014 The Amazing Spider-Man : Le Destin d'un héros du même réalisateur.

#### Années 2000
Les années 2000 sont d'ailleurs riches d'adaptations. En 2003, sont proposés Hulk et Daredevil, qui connaît en 2005, un spin-off avec Elektra. En 2004, c'est The Punisher qui est relancé. En 2005, après la tentative avortée de 1994, les Quatre Fantastiques sont aussi adaptés. Une suite intitulée Les Quatre Fantastiques et le Surfer d'argent sort en 2007. Un reboot est distribué en 2015, mais les recettes insuffisantes amènent l'abandon du projet d'une suite. En 2007, Nicolas Cage joue le rôle titre de Ghost Rider et le reprend dans la suite en 2012, intitulée Ghost Rider 2 : L'Esprit de vengeance.

#### Univers cinématographique Marvel
En 1993, Marvel fonde Marvel Films qui devient Marvel Studios. Il faut cependant attendre 2008 pour que Marvel produise son premier film. Marvel doit avant cela récupérer les droits de personnages qui avaient été cédés à des maisons de production, mais dont les aventures n'avaient pas encore été portées à l'écran. Cela signifie que les Spider-Man (toujours detenu par Sony Pictures en 2024), X-men et les Quatre Fantastiques (récupérés en 2020 suite a l'achat par Disney de la 20th Century Fox) ne peuvent faire l'objet de films produits par Marvel. 
Dès lors, Marvel se tourne vers les membres des Vengeurs et en 2008 sort le premier film de Marvel Studios. Iron Man est un succès et permet le lancement de l'univers cinématographique Marvel. 34 films font partie de cet univers conçu comme le pendant des comics. Les personnages se retrouvent d'un film à l'autre et tous ces films forment un ensemble cohérent. 
Cette stratégie porte ses fruits jusqu'à Avengers: Endgame qui devient le film le plus lucratif de l'histoire du cinéma avec des recettes s'élevant à plus de 2,79 milliards de dollars.
| Cycle 1 : La Saga de l'Infini (2008 - 2019)  | Phase 1 (2008-2012) | Iron Man: I am Iron Man!                                             | 2 | 27 janvier 2010    | 24 février 2010    | Inédit | Inédit          | Peter David                                                                                     | Sean Chen                                                                |  |  |  |  |  |  |  |  |  |  |  |
| Cycle 1 : La Saga de l'Infini (2008 - 2019)  | Phase 1 (2008-2012) | Iron Man 2: Public Identity                                          | 3 | 28 avril 2010      | 12 mai 2010        | Marvel Movies #1 – Iron Man 2, Identité publique                                                          | avril 2012      | Joe Casey et Justin Theroux                                                                     | Barry Kitson et Ron Lim                                                  |  |  |  |  |  |  |  |  |  |  |  |
| Cycle 1 : La Saga de l'Infini (2008 - 2019)  | Phase 1 (2008-2012) | Iron Man 2: Agents of SHIELD                                         | 1 | 1er septembre 2010 | 1er septembre 2010 | Marvel Movies #1 – Iron Man 2, Agents du SHIELD                                                           | avril 2012      | Joe Casey                                                                                       | Tim Green, Felix Ruiz et Matt Camp                                       |  |  |  |  |  |  |  |  |  |  |  |
| Cycle 1 : La Saga de l'Infini (2008 - 2019)  | Phase 1 (2008-2012) | Captain America: First Vengeance                                     | 4 | 4 mai 2011         | 29 juin 2011       | Marvel Movies #3 – Captain America, Première Vengeance                                                    | juillet 2012    | Fred van Lente                                                                                  | Neil Edwards                                                             |  |  |  |  |  |  |  |  |  |  |  |
| Cycle 1 : La Saga de l'Infini (2008 - 2019)  | Phase 1 (2008-2012) | The Avengers Prelude: Fury's Big Week                                | 4 | 7 mars 2012        | 18 avril 2012      | Marvel Movies #2 – Avengers, Grosse semaine pour Nick Fury                                                | août 2012       | Christopher Yost et Eric Pearson                                                                | Luke Ross                                                                |  |  |  |  |  |  |  |  |  |  |  |
| Cycle 1 : La Saga de l'Infini (2008 - 2019)  | Phase 1 (2008-2012) | The Avengers Prelude: Black Widow Strikes                            | 3 | 2 mai 2012         | 6 juin 2012        | Inédit | Inédit          | Fred Van Lente                                                                                  | Neil Edwards                                                             |  |  |  |  |  |  |  |  |  |  |  |
| Cycle 1 : La Saga de l'Infini (2008 - 2019)  | Phase 1 (2008-2012) | Iron Man 2 Adaptation                                                | 2 | 7 novembre 2012    | 5 décembre 2012    | Iron Man Hors Série #1 – Iron Man 2, Adaptation                                                           | avril 2013      | Christos Gage                                                                                   | Ramon Rosanas                                                            |  |  |  |  |  |  |  |  |  |  |  |
| Cycle 1 : La Saga de l'Infini (2008 - 2019)  | Phase 1 (2008-2012) | Iron Man 3 Prelude                                                   | 2 | 2 janvier 2013     | 6 février 2013     | Iron Man Hors Série #1 – Iron Man 3, Prélude                                                              | avril 2013      | Christos Gage                                                                                   | Steve Kurth                                                              |  |  |  |  |  |  |  |  |  |  |  |
| Cycle 1 : La Saga de l'Infini (2008 - 2019)  | Phase 1 (2008-2012) | Thor Adaptation                                                      | 2 | 16 janvier 2013    | 20 février 2013    | Avengers Universe Hors Série #1 – Thor, L'adaptation du film                                              | octobre 2013    | Christos Gage                                                                                   | Lan Medina                                                               |  |  |  |  |  |  |  |  |  |  |  |
| Cycle 1 : La Saga de l'Infini (2008 - 2019)  | Phase 1 (2008-2012) | Thor: The Dark World Prelude                                         | 2 | 5 juin 2013        | 10 juillet 2013    | Avengers Universe Hors Série #1 – Thor : Le Monde des Ténèbres, Prologue                                  | octobre 2013    | Christopher Yost et Craig Kyle                                                                  | Scott Eaton et Ron Lim                                                   |  |  |  |  |  |  |  |  |  |  |  |
| Cycle 1 : La Saga de l'Infini (2008 - 2019)  | Phase 1 (2008-2012) | Captain America: The First Avenger Adaptation                        | 2 | 6 novembre 2013    | 11 décembre 2013   | Avengers Universe Hors Série #2 – Captain America : First Avenger, L’adaptation du film                   | mars 2014       | Peter David                                                                                     | Wellinton Alves                                                          |  |  |  |  |  |  |  |  |  |  |  |
| Cycle 1 : La Saga de l'Infini (2008 - 2019)  |                     |                                                                      |   |                    |                    | |                 |                                                                                                 |                                                                          |  |  |  |  |  |  |  |  |  |  |  |
| Cycle 1 : La Saga de l'Infini (2008 - 2019)  | Phase 2 (2013-2015) | Captain America: The Winter Soldier Infinite Comic                   | 1 | 28 janvier 2014    | 28 janvier 2014    | Avengers Universe Hors Série #2 – Captain America : Le Soldat de l’Hiver, Prologue                        | mars 2014       | Peter David                                                                                     | Rock He-Kim                                                              |  |  |  |  |  |  |  |  |  |  |  |
| Cycle 1 : La Saga de l'Infini (2008 - 2019)  | Phase 2 (2013-2015) | Guardians of the Galaxy Prequel, Dangerous Prey Infinite Comic       | 1 | 1er avril 2014     | 1er avril 2014     | Iron Man Hors Série #5 – Les Gardiens de la Galaxie, Proie dangereuse                                     | août 2014       | Dan Abnett et Andy Lanning                                                                      | Andrea Di Vito                                                           |  |  |  |  |  |  |  |  |  |  |  |
| Cycle 1 : La Saga de l'Infini (2008 - 2019)  | Phase 2 (2013-2015) | Guardians of the Galaxy Prelude                                      | 2 | 2 avril 2014       | 28 mai 2014        | Iron Man Hors Série #5 – Les Gardiens de la Galaxie, Prologue                                             | août 2014       | Dan Abnett et Andy Lanning                                                                      | Wellinton Alves                                                          |  |  |  |  |  |  |  |  |  |  |  |
| Cycle 1 : La Saga de l'Infini (2008 - 2019)  | Phase 2 (2013-2015) | The Avengers Adaptation                                              | 2 | 24 décembre 2014   | 7 janvier 2015     | Avengers Hors Série #8 – Avengers, L’adaptation du film                                                   | 17 avril 2015   | Will Corona Pilgrim                                                                             | Joe Bennett                                                              |  |  |  |  |  |  |  |  |  |  |  |
| Cycle 1 : La Saga de l'Infini (2008 - 2019)  | Phase 2 (2013-2015) | Avengers: Age of Ultron Prelude – This Scepter'd Isle Infinite Comic | 1 | 4 février 2015     | 4 février 2015     | Avengers Hors Série #8 – Avengers : L’Ère d’Ultron, Prologue                                              | 17 avril 2015   | Will Corona Pilgrim                                                                             | Wellinton Alves                                                          |  |  |  |  |  |  |  |  |  |  |  |
| Cycle 1 : La Saga de l'Infini (2008 - 2019)  | Phase 2 (2013-2015) | Ant-Man Prelude                                                      | 2 | 4 février 2015     | 4 mars 2015        | Ant-Man Hors Série #1 – Ant-Man, Prologue                                                                 | 17 juillet 2015 | Will Corona Pilgrim                                                                             | Miguel Sepulveda                                                         |  |  |  |  |  |  |  |  |  |  |  |
| Cycle 1 : La Saga de l'Infini (2008 - 2019)  | Phase 2 (2013-2015) | Ant-Man – Scott Lang, Small Time Infinite Comic                      | 1 | 3 mars 2015        | 3 mars 2015        | Ant-Man Hors Série #1 – Ant-Man, Scott Lang : Petit joueur                                                | 17 juillet 2015 | Will Corona Pilgrim                                                                             | Wellinton Alves                                                          |  |  |  |  |  |  |  |  |  |  |  |
| Cycle 1 : La Saga de l'Infini (2008 - 2019)  |                     |                                                                      |   |                    |                    | |                 |                                                                                                 |                                                                          |  |  |  |  |  |  |  |  |  |  |  |
| Cycle 1 : La Saga de l'Infini (2008 - 2019)  | Phase 3 (2016-2019) | Captain America: Civil War Prelude                                   | 4 | 16 décembre 2015   | 27 janvier 2016    | Marvel Saga Hors Série #8 – Captain America : Civil War, Prologue                                         | 15 avril 2016   | Will Corona Pilgrim                                                                             | Szymon Kudranski et Lee Ferguson                                         |  |  |  |  |  |  |  |  |  |  |  |
| Cycle 1 : La Saga de l'Infini (2008 - 2019)  | Phase 3 (2016-2019) | Captain America: Civil War Prelude Infinite Comic                    | 1 | 10 février 2016    | 10 février 2016    | Marvel Saga Hors Série #8 – Captain America : Civil War, Prologue Infinite Comic                          | 15 avril 2016   | Will Corona Pilgrim                                                                             | Lee Ferguson, Goran Sudžuka et Guillermo Mogorron                        |  |  |  |  |  |  |  |  |  |  |  |
| Cycle 1 : La Saga de l'Infini (2008 - 2019)  | Phase 3 (2016-2019) | Doctor Strange Prelude                                               | 2 | 6 juillet 2016     | 24 août 2016       | Marvel Saga Hors Série #1 – Docteur Strange, Prologue                                                     | 18 octobre 2016 | Will Corona Pilgrim                                                                             | Jorge Fornés                                                             |  |  |  |  |  |  |  |  |  |  |  |
| Cycle 1 : La Saga de l'Infini (2008 - 2019)  | Phase 3 (2016-2019) | Doctor Strange Prelude Infinite Comic                                | 1 | 7 septembre 2016   | 7 septembre 2016   | Marvel Saga Hors Série #1 – Docteur Strange, Prologue                                                     | 18 octobre 2016 | Will Corona Pilgrim                                                                             | Jorge Fornés                                                             |  |  |  |  |  |  |  |  |  |  |  |
| Cycle 1 : La Saga de l'Infini (2008 - 2019)  | Phase 3 (2016-2019) | Marvel's Guardians of the Galaxy Vol. 2 Prelude                      | 2 | 4 janvier 2017     | 1er février 2017   | All-New Les Gardiens de la Galaxie Hors Série #04 Les Gardiens de la Galaxie vol. 2 : le Prologue du film | 18 avril 2017   | Will Corona Pilgrim                                                                             | Christopher Allen                                                        |  |  |  |  |  |  |  |  |  |  |  |
| Cycle 1 : La Saga de l'Infini (2008 - 2019)  | Phase 3 (2016-2019) | Spider-Man: Homecoming Prelude                                       | 2 | 1er mars 2017      | 5 avril 2017       | Spider-Man Hors Série #1 -- Spider-Man Homecoming - Le Prologue du film                                   | 5 juillet 2017  | Will Corona Pilgrim                                                                             | Todd Nauck                                                               |  |  |  |  |  |  |  |  |  |  |  |
| Cycle 1 : La Saga de l'Infini (2008 - 2019)  | Phase 3 (2016-2019) | Marvel's Thor: Ragnarok Prelude                                      | 4 | 5 juillet 2017     | 16 août 2017       | Thor Ragnarok : le prologue du film                                                                       | 18 octobre 2017 | Will Corona Pilgrim                                                                             | J.L. Giles                                                               |  |  |  |  |  |  |  |  |  |  |  |
| Cycle 1 : La Saga de l'Infini (2008 - 2019)  | Phase 3 (2016-2019) | Marvel's Black Panther Prelude                                       | 2 | 18 octobre 2017    | 15 novembre 2017   | Black Panther : Le prologue du film                                                                       | 14 février 2018 | Will Corona Pilgrim                                                                             | Annapaola Martello                                                       |  |  |  |  |  |  |  |  |  |  |  |
| Cycle 1 : La Saga de l'Infini (2008 - 2019)  | Phase 3 (2016-2019) | Marvel's Avengers: Infinity War Prelude                              | 2 | 24 janvier 2018    | 28 février 2018    | Avengers Infinity War : Le prologue du film                                                               | 25 avril 2018   | Will Corona Pilgrim                                                                             | Tigh Walker et Jorge Fornés                                              |  |  |  |  |  |  |  |  |  |  |  |
| Cycle 1 : La Saga de l'Infini (2008 - 2019)  | Phase 3 (2016-2019) | Marvel's Ant-Man and the Wasp Prelude                                | 2 | 7 mars 2018        | 4 avril 2018       | Ant-Man et la Guêpe : Le Prologue du film                                                                 | 11 juillet 2018 | Will Corona Pilgrim                                                                             | Chris Allen                                                              |  |  |  |  |  |  |  |  |  |  |  |
| Cycle 1 : La Saga de l'Infini (2008 - 2019)  | Phase 3 (2016-2019) | Marvel's Captain Marvel Prelude                                      | 1 | 14 novembre 2018   | 14 novembre 2018   | Inédit | Inédit          | Will Corona Pilgrim                                                                             | Andrea di Vito                                                           |  |  |  |  |  |  |  |  |  |  |  |
| Cycle 1 : La Saga de l'Infini (2008 - 2019)  | Phase 3 (2016-2019) | Marvel's Avengers: Endgame Prelude                                   | 3 | 5 décembre 2018    | 20 février 2019    | Avengers Endgame : Le prologue du film                                                                    | 2 mai 2019      | Will Corona Pilgrim                                                                             | Paco Diaz, Dono Sánchez-Almara et Travis Lanham                          |  |  |  |  |  |  |  |  |  |  |  |
| Cycle 1 : La Saga de l'Infini (2008 - 2019)  | Phase 3 (2016-2019) | Spider-Man: Far From Home Prelude                                    | 2 | 27 mars 2019       | 24 avril 2019      | Spider-Man: Far from home : Le prologue du film                                                           | 4 juillet 2019  | Will Corona Pilgrim et Peter David                                                              | Luca Maresca, Lee Loughridge et Travis Lanham                            |  |  |  |  |  |  |  |  |  |  |  |
|                                              |                     |                                                                      |   |                    |                    | |                 |                                                                                                 |                                                                          |  |  |  |  |  |  |  |  |  |  |  |
|                                              |                     |                                                                      |   |                    |                    | |                 |                                                                                                 |                                                                          |  |  |  |  |  |  |  |  |  |  |  |
| Cycle 2 : La Saga du Multivers (2021 - 2027) | Phase 4 (2021-2022) | Black Widow Prelude                                                  | 2 | 15 janvier 2020    | 19 février 2020    | Black Widow: Le prologue du film                                                                          | 28 avril 2021   | Peter David                                                                                     | Carlos Villa, Chris Sotomayor et Travis Lanham                           |  |  |  |  |  |  |  |  |  |  |  |
| Cycle 2 : La Saga du Multivers (2021 - 2027) | Phase 4 (2021-2022) | Eternals : The 500 Year War                                          | 7 | 12 janvier 2022    | 12 janvier 2022    | Eternels : La Guerre de 500 ans                                                                           | 22 février 2022 | Dan Abnett, Aki Yanagi, Jongmin Shin & Ju-Yeon Park, David Macho, Rafael Scavone et Yifan Jiang | Geoffo, Rickie Yagawa, Do Gyun Kim, Magda Price, Marcio Fiorito et Gunji |  |  |  |  |  |  |  |  |  |  |  |
| Cycle 2 : La Saga du Multivers (2021 - 2027) |                     |                                                                      |   |                    |                    | |                 |                                                                                                 |                                                                          |  |  |  |  |  |  |  |  |  |  |  |
| Cycle 2 : La Saga du Multivers (2021 - 2027) | Phase 5 (2023-2025) | Your Friendly Neighborhood Spider-Man                                | 2 | 11 décembre 2024   | 23 avril 2025      | Inédit | Inédit          | Christos Gage                                                                                   | Eric Gapstur                                                             |  |  |  |  |  |  |  |  |  |  |  |
| Cycle 2 : La Saga du Multivers (2021 - 2027) |                     |                                                                      |   |                    |                    | |                 |                                                                                                 |                                                                          |  |  |  |  |  |  |  |  |  |  |  |
| Cycle 2 : La Saga du Multivers (2021 - 2027) | Phase 6 (2025-2027) | The Fantastic Four: First Steps                                      | 1 | 2 juillet 2025     | 2 juillet 2025     | Inédit | Inédit          | Matt Fraction                                                                                   | Mark Buckingham et Phil Noto                                             |  |  |  |  |  |  |  |  |  |  |  |
|                                              |                     |                                                                      |   |                    |                    | |                 |                                                                                                 |                                                                          |  |  |  |  |  |  |  |  |  |  |  |
|                                              |                     |                                                                      |   |                    |                    | |                 |                                                                                                 |                                                                          |  |  |  |  |  |  |  |  |  |  |  |

### Films d'animation

Les réalisateurs Peter Ramsey, Rodney Rothman et Bob Persichetti, auteurs de Spider-Man: New Generation
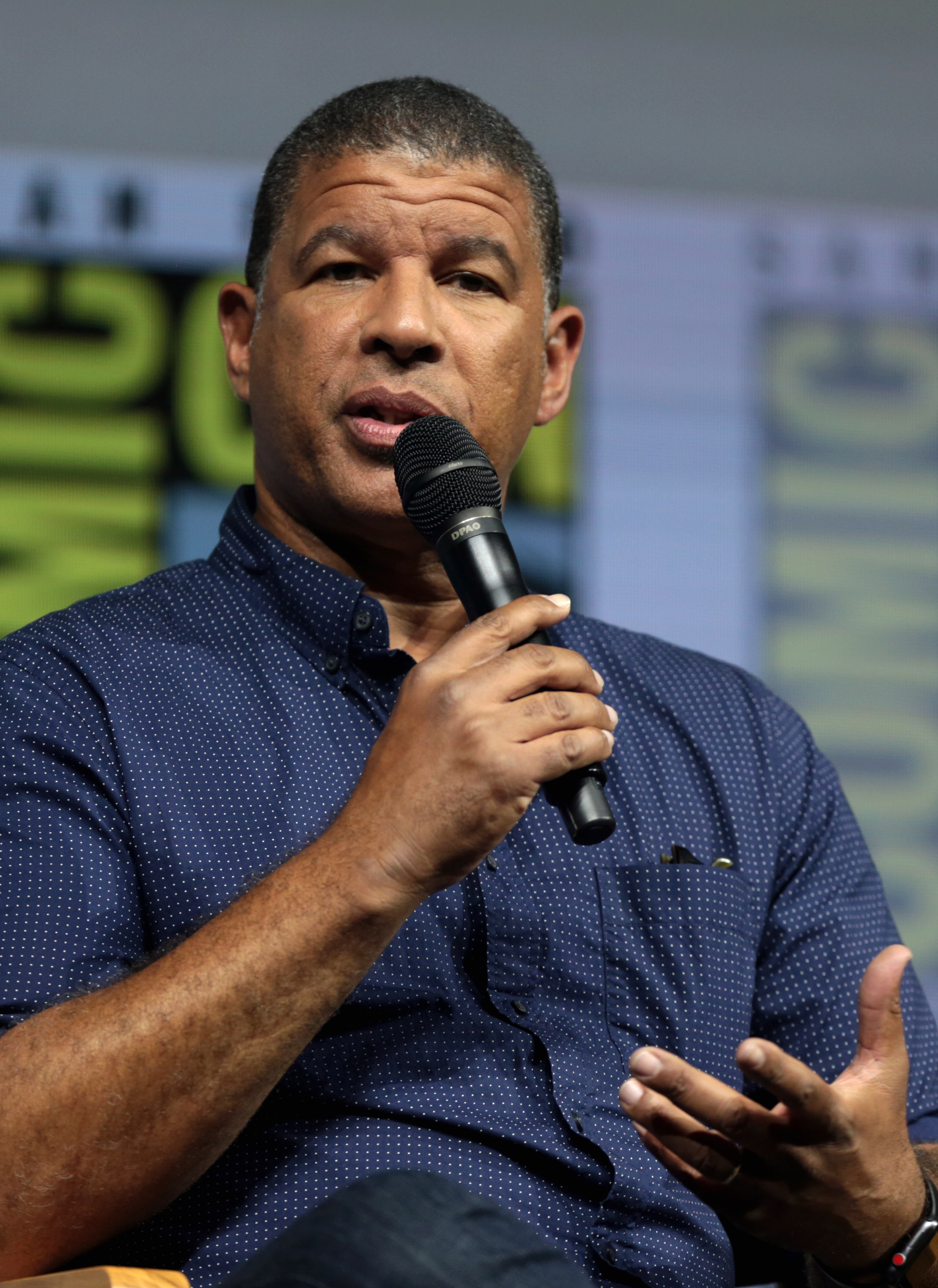
Peter Ramsey
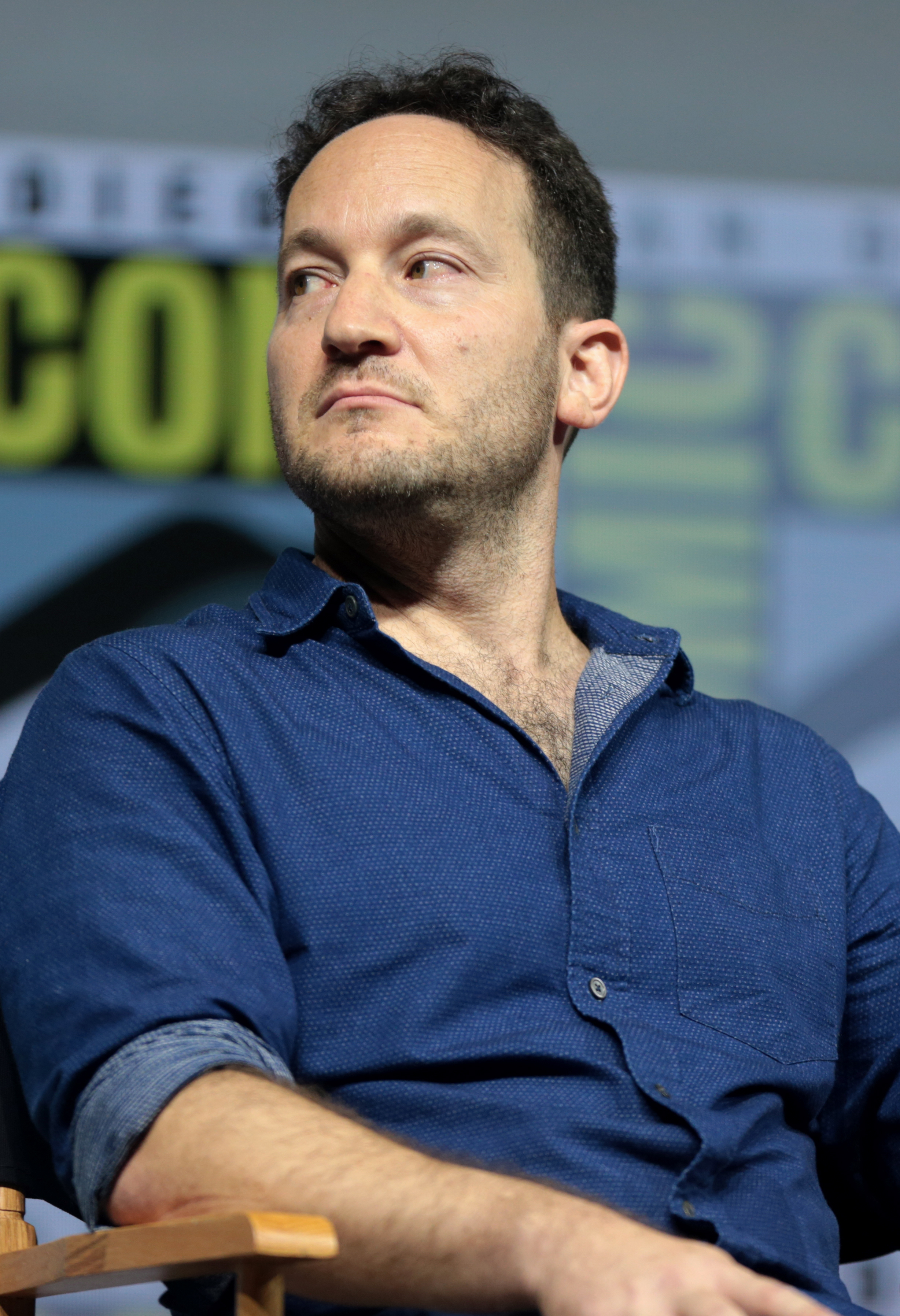
Rodney Rothman
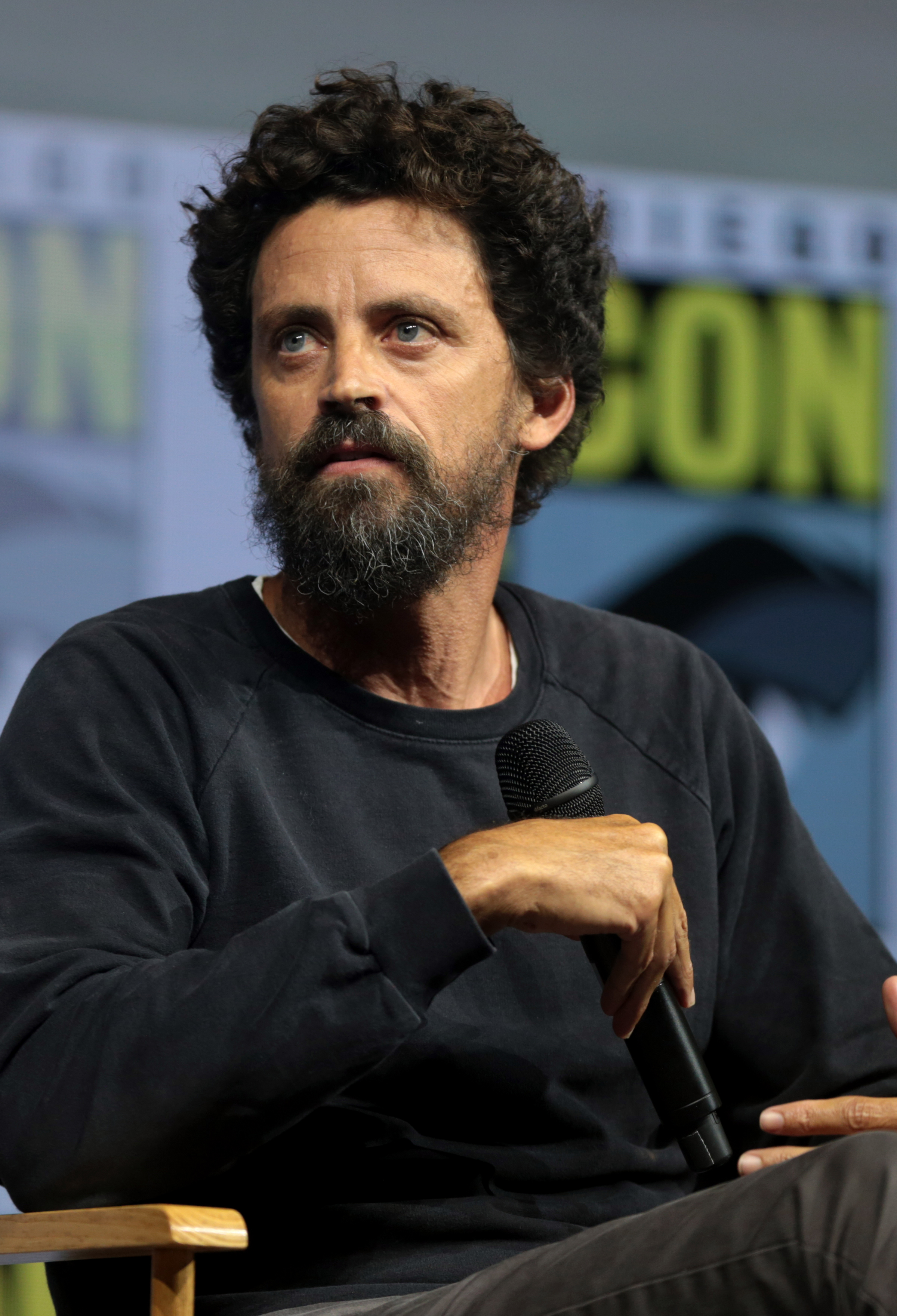
Bob Persichetti

Un film d'animation a été produits par Sony et Marvel ce film s’appelle, Spider-Man: New Generation, le personnage de Spider-Man, dans son incarnation de Miles Morales.le film et un succès commerciaux et remporte plusieurs récompenses dont le Golden Globe du meilleur film d'animation et l'Oscar du meilleur film d'animation.
| Spider-Man : New Generation (2018-Aujourd'hui) | 2018 | Spider-Man: New Generation          | Spider-Man : Into the Spider-Verse  | Bob Persichetti | Sony Pictures Entertainment |  |  |  |  |  |  |  |  |  |  |  |  |  |  |
| Spider-Man : New Generation (2018-Aujourd'hui) | 2023 | Spider-Man: Across the Spider-Verse | Spider-Man: Across the Spider-Verse | Kemp Powers     | Sony Pictures Entertainment |  |  |  |  |  |  |  |  |  |  |  |  |  |  |
| Futur (En développement)                       |      |                                     |                                     |                 |                             |  |  |  |  |  |  |  |  |  |  |  |  |  |  |
| Spider-Man : New Generation (2018-Aujourd'hui) | 2027 | Spider-Man: Beyond the Spider-Verse | Spider-Man: Beyond the Spider-Verse | NC              | Sony Pictures Entertainment |  |  |  |  |  |  |  |  |  |  |  |  |  |  |
|                                                |      |                                     |                                     |                 |                             |  |  |  |  |  |  |  |  |  |  |  |  |  |  |

### Adaptations télévisées

#### Séries et téléfilms
La première apparition d'un personnage de Marvel en prise de vue réelle à la télévision date de 1974. Spider-Man est le héros de courts sketchs intitulés Spidey Super Stories qui est une partie du programme The Electric Company destiné aux jeunes enfants. Cette série dure jusqu'en 1977. La série est ensuite adaptée en comic books, qui dure jusqu'en 1982, et vise toujours le public le plus jeune. Après la fin de The Electric Company, Spider-Man revient la même année d'abord dans un téléfilm puis dans une série sur CBS. Deux saisons sont produites. Le pilote et plusieurs épisodes sont plus tard remontés pour être exploités à l'étranger dans les salles de cinéma. Les trois films sont L'Homme araignée, La Riposte de l'homme-araignée et Spider-Man défie le Dragon,. Spider-Man est à la même époque aussi le héros d'une série japonaise intitulée スパイダーマン (translittéré en Supaidāman) qui appartient au genre du tokusatsu. Un jeune motard hérite d'un extraterrestre un bracelet qui lance des toiles, fait apparaître le costume, permet de diriger une voiture volante et un robot géant utilisé contre les monstres dirigés par le professeur Monster.
Hulk est aussi adapté en série à partir de 1977. L'Incroyable Hulk est diffusé jusqu'en 1982 et compte quatre-vingt-deux épisodes. Certains de ses épisodes sont aussi remontés pour une diffusion en salle à l'étranger.
Après ces séries des années 1970-1980, il faut attendre 2006 pour qu'un héros Marvel revienne sur le petit écran. En effet, pour profiter du succès de la série de films Blade une série télévisée est lancée en 2006 sur SpikeTV. Le rôle titre n'est plus joué par Wesley Snipes mais par Kirk Jones. Les audiences trop faibles ont raison du programme qui est arrêté avant même la fin de la première saison.
En revanche à partir de 2013, le nombre de séries augmente en profitant du succès des films de l'univers cinématographique Marvel. La première Marvel : Les Agents du SHIELD est diffusée de 2013 à 2020 sur ABC. Onze autres séries appartiennent à cet univers partagé et se retrouvent sur des plateformes de diffusion différentes. ABC diffuse aussi les séries Agent Carter et Inhumans, Netflix possède les séries Daredevil, Iron Fist, Luke Cage, Hulu a Helstrom et Runaways, et la chaîne Freeform a Cloack and Dagger. Netflix diffuse aussi la mini-série The Defenders. Deux autres séries, Légion et The Gifted sont aussi produites mais n'appartiennent pas ce groupe. En 2020, Disney lance une nouvelle plate-forme de vidéo à la demande nommée Disney+ pour laquelle plusieurs séries mettant en scène des personnages Marvel sont prévues et qui sont intégrées dans l'univers cinématographique Marvel. En février 2021, seule la série intitulée WandaVision est disponible, rejointe à partir du 19 mars 2021 de Falcon et le Soldat de l'Hiver et qui devrait être suivie par Loki. Le 19 février 2021, Disney récupère les droits des séries The Punisher et Jessica Jones, exploités par Netflix, pour sa plateforme Disney+.

#### Dessins animés
En 1966 est diffusée la première série d'animation avec des héros Marvel. The Marvel Super-Heroes. L'animation est minimaliste puisque les épisodes sont créés à partir de photocopies de cases de comics ; les lèvres des personnages lors des dialogues et parfois un bras ou une jambe, lors des combats, sont animés. Malgré ces défauts, ce programme marque le début de la présence des super-héros de Marvel à la télévision. Dans les années 1960 arrivent Les Quatre Fantastiques et Spider-Man. D'autres séries avec ces héros sont proposées dans les années 1970 et 1980 : The New Fantastic Four, Fred and Barney Meet the Thing, Spider-Man, Spider-Man et ses amis extraordinaires (dont une seconde partie met en vedette Hulk. À ceux-ci s'ajoute Spider-Woman en 1979-1980.
À partir de 1993, il y a quasiment tout le temps au moins une série d'animation diffusée à la télévision. Ce sont d'abord les X-Men qui sont proposés sur Fox Kids. Cette série avec les Mighty Morphin Power Rangers permet à la chaîne d'être première en audience le samedi matin. La chaîne commande ensuite une nouvelle adaptation de Spider-Man. Ces deux séries parviennent à toucher les plus jeunes, mais aussi des spectateurs plus âgés en privilégiant des thèmes plus adultes qui se trouvent déjà dans les comics. Les séries ultérieures ne parviennent pas au même succès et sont souvent arrêtées après une ou deux saisons alors que les X-Men durent six saisons et Spider-Man cinq. Dans les années 2000, les séries télévisées tentent de profiter de l'attrait des films sortis au cinéma, mais aucune ne s'impose sur la durée.

### Adaptations en jeux vidéo
Le premier jeu vidéo inspiré d'un personnage Marvel est Spider-Man pour la console Atari 2600. Ce jeu vidéo à défilement vertical sort en 1983 et est le premier succès d'une importante liste de jeux vidéo mettant en scène les super-héros. En 1984-1985 sort la trilogie Questprobe sur Apple II, Atari 8-bit, BBC Micro, Commodore 16, Commodore Plus/4, Commodore 64, DOS, Dragon 32/64, Acorn Electron, ZX Spectrum, ce qui marque la volonté de diffuser les jeux sur de nombreuses plateformes ; c'est encore le cas dans les années 2020 où on trouve des jeux Marvel Games sur Nintendo Switch, PlayStation 4, PlayStation 5, Android, IOS, Microsoft Windows, Xbox One ou Xbox Series. Les héros vedettes sont bien sûr adaptés, mais des personnages secondaires peuvent aussi trouver leur place dans cette série, le plus souvent quand ils ont été les héros d'un film. C'est le cas de Howard the Duck en 1986, Men in black en 1997 ou Blade en 2000. De tous ces jeux, le jeu d'arcade X-Men ressort particulièrement, car il reste considéré, près de trente ans après sa sortie en 1992, comme l'un des meilleurs jeux avec des personnages Marvel,.